# 寛文印知
寛文印知（かんぶんいんち）は、寛文4年4月5日（1664年4月30日）に江戸幕府が日本全国の大名に対して一斉に領知判物・領知朱印状・領知目録を交付した法律。また、翌寛文5年（1665年）には、公家・門跡・寺社などに対しても同様の措置が取られ、江戸幕府の大名領知権と日本全国の土地支配権を名実ともに確立した。全国の大名・公家・寺社などが持っていた朱印状が一斉に回収・再交付されたため、これを特に寛文朱印改（かんぶんのしゅいんあらため）と呼び、これに基づいて交付された朱印状を特に寛文朱印状と呼ぶ。

## 概要
従来は幕府から個々の領主に対して、領地判物・朱印状などの所領給付を示す文書を与えていたが、寛文4年3月7日に全国の大名に対して一旦これを返納することを命じた。続いて、4月5日付で全国の大名に対して同時に第4代将軍・徳川家綱の名義によって同一書式の領知判物・朱印状・領知目録を交付したのである。なお、万石以上領地を有する大名として御朱印・目録留が交付されたのは合計219家に上るが、甲府徳川家及び館林徳川家と徳川御三家は対象外であり、万石以上の大名であっても18の支藩には領地判物・朱印状が交付されなかった。また本藩・支藩論争で扱いがまとまらなかった伊予宇和島藩、伊予吉田藩の伊達両家には後日交付となった。
続いて、寛文5年3月1日に、公家・門跡・寺社に対しても同様の命令が出されて、同年の7月以後に順次新しい同一書式の領知判物・朱印状・領知目録を交付したのである。なお、公家と複数の徳川将軍から朱印状を受けた寺社及び50石以上の寺社領を持つ寺社に対しては個々に交付されたが、これに当てはまらない寺社については、所属する宗派の本寺などに対して一括して朱印状などが与えられた。これによって公家97家、門跡寺院27、比丘尼（尼寺）27、院家12、その他寺院1,076、神社365、その他7に対して交付が行われた。
寺領・社領の安堵と同時に日本全国の全ての寺院・僧侶を対象とする諸宗寺院法度、全ての神社・神職を対象とする諸社禰宜神主法度を制定して、寺院・神社それぞれに対して一元的な統制を行った。
領知目録には、徳川将軍家が所領として与えた具体的な国郡村の名称とその石高について明記され、領主の領有する具体的な範囲が確定された。また、江戸幕府による領知判物・朱印状・領知目録の書式と書札礼は以後これを定型とした。
実際に奉行としてこれを行ったのは、大名領担当は小笠原長矩・永井尚庸、公家領担当は稲葉正則、寺社領担当は井上正利・加々爪直澄、符案及び訂正は久保正之（右筆支配）であった。一連の交付によって発給された領知判物・朱印状・領知目録の総数は1830通に及ぶ。後にこれらの内容は『寛文印知集』（『寛文印知留』など諸本によって名称は異なる）と呼ばれた記録集にまとめられた。これは作成年代・編者は不明であるが、江戸幕府の全国統治の基本資料として、多くの写本・異本が作成されている。また、これによって同時期の全国の大名の配置と石高がほぼ把握出来るために、日本史の教科書などでは、これに基づいて作成された大名の配置図が採用されることが多い。
| 宛先                         | 合計 (通) | 判物 (通) | 朱印状 (通) | 石高 (石)       | 永高 (貫文) |
| ---------------------------- | --------- | --------- | ----------- | --------------- | ----------- |
| 大名                         | 219       | 51        | 168         | 16,071,844.2949 |             |
| 門跡                         | 27        | 23        | 4           | 27,388.8000     |             |
| 公家                         | 97        | 14        | 83          | 37,861.4000     |             |
| 諸社                         | 365       |           | 365         | 83,975.0000     | 865.200     |
| 浄土宗                       | 155       | 1         | 154         | 13,054.2200     | 13.600      |
| 日蓮宗                       | 86        |           | 86          | 3,399.4300      | 15.450      |
| 受不施                       | 46        |           | 46          | 1,528.3000      | 15.450      |
| 不受不施                     | 9         |           | 9           | 780.4000        |             |
| 勝劣                         | 31        |           | 31          | 1,090.7300      |             |
| 真言宗                       | 226       |           | 226         | 39,830.5900     |             |
| 新儀 (含本山・山伏)          | 123       |           | 123         | 8,809.5900      |             |
| 古儀                         | 103       |           | 103         | 31,021.0000     |             |
| 天台宗                       | 119       | 2         | 117         | 35,233.9000     | 9.600       |
| 法相                         | 6         |           | 6           | 3,763.0000      |             |
| 時宗                         | 41        |           | 41          | 3,253.2000      | 2.500       |
| 律宗                         | 33        |           | 33          | 2,894.3700      | 21.300      |
| 一向宗                       | 17        |           | 17          | 1,436.3000      |             |
| 曹洞宗                       | 261       |           | 261         | 7,812.7000      |             |
| 総寧寺派                     | 114       |           | 114         | 4,697.7800      |             |
| 龍穏寺派                     | 53        |           | 53          | 1,297.6000      |             |
| 大中寺派                     | 18        |           | 18          | 198.0000        |             |
| 可睡斉派                     | 76        |           | 76          | 1,619.3200      |             |
| 臨済宗                       | 132       | 1         | 131         | 18,967.2800     | 272.710     |
| 五山派                       | 66        | 1         | 65          | 10,977.2800     | 272.710     |
| 大徳寺派・妙心寺派・方広寺派 | 66        |           | 66          | 7,990.0000      |             |
| 比丘尼                       | 27        |           | 27          | 4,428.9000      |             |
| 院家                         | 12        |           | 12          | 951.4000        | 112.380     |
| 集物                         | 7         |           | 7           | 3,002.0000      |             |
| 総計                         | 1,830     | 92        | 1,738       | 16,359,096.7849 | 1,312.740   |

寛文印知を受けた寺社は1,507箇所に及ぶが、日光山東照宮・大献院廟領1万3630石8斗6升9合、久能山東照宮領3,000石など、主要な寺社が漏れていた。また50石以下の小寺社への頒布も実施されなかった。ただし3代将軍の徳川家光の時は、慶安元年(1648年)3月17日から慶安2年(1649年)11月29日にかけて、寺社への追加の朱印状約3,150通の発給を実施しており、徳川家綱も遅れて寺社への頒布を実施する予定があった可能性がある。 また家光の時までは万石未満の旗本の一部にも朱印状による領知安堵が行われていたが、家綱による寛文印知以降は旗本への領知安堵は黒印状に統一された。
貞享元年（1684年）に徳川綱吉が将軍職を継ぐと、寛文印知の対象外であった小規模寺社を含めて朱印状などの再交付（継目安堵）を行い、大名229通、公家107通、寺社4,535通、集物7通、合計4,878通が交付された。印知の対象となった寺社は寛文印知の時に比べて3倍以上に増えた。貞享印知の状況は国立公文書館所蔵「貞享御判物御朱印改記」にまとまっており、『寛文朱印留』と同種の本が貞享印知でも作成されたことが判るが、詳細な写本は現存しない。
| 代 | 将軍     | 将軍宣下年月日    | 大名領印知年月日   | 公家領印知年月日    | 寺社領印知年月日     |
| -- | -------- | ----------------- | ------------------ | ------------------- | -------------------- |
| 1  | 徳川家康 | 慶長8(1603).2.12  |                    |                     |                      |
| 2  | 徳川秀忠 | 慶長10(1605).4.16 | 元和3(1617) 他     | 元和3(1617).9.7～11 | 元和3(1617) 他       |
| 3  | 徳川家光 | 元和9(1623).7.17  | 寛永11(1634).8.4他 | ―                   | 寛永13(1636).11.9 他 |
| 4  | 徳川家綱 | 慶安4(1651).8.18  | 寛文4(1664).4.5    | 寛文5(1665).11.3    | 寛文5(1665).7.11 他  |
| 5  | 徳川綱吉 | 延宝8(1680).8.23  | 貞享元(1684).9.21  | 貞享2(1685).6.11    | 同左                 |
| 6  | 徳川家宣 | 宝永6(1709).5.1   | 正徳2(1712).4.11   | ―                   | ―                    |
| 7  | 徳川家継 | 正徳3(1713).4.2   | ―                  | ―                   | ―                    |
| 8  | 徳川吉宗 | 享保元(1716).8.13 | 享保2(1717).8.11   | 享保4(1719).5.21    | 享保3(1718).7.11     |
| 9  | 徳川家重 | 延享2(1745).11.2  | 延享3(1746).11.11  | 延享4(1747).8.11    | 同左                 |
| 10 | 徳川家治 | 宝暦10(1760).9.2  | 宝暦11(1761).10.21 | 宝暦12(1762).8.11   | 同左                 |
| 11 | 徳川家斉 | 天明7(1787).4.15  | 天明8(1788).3.5    | 天明8(1788).9.11    | 同左                 |
| 12 | 徳川家慶 | 天保8(1837).9.2   | 天保10(1839).3.5   | 天保10(1839).9.11   | 同左                 |
| 13 | 徳川家定 | 嘉永6(1853).10.23 | 安政2(1855).3.5    | 安政2(1855).39.11   | 同左                 |
| 14 | 徳川家茂 | 安政5(1858).12.1  | 安政7(1860).3.5    | ―                   | 万延元(1860).9.11    |
| 15 | 徳川慶喜 | 慶応2(1866).12.5  | ―                  | ―                   | ―                    |

第6代将軍の徳川家宣は、大名への判物・朱印状230通の発給を行い、また寺社・旗本への印知実施のための御触書を出したが、寺社・旗本への印知を実施する前に死去しており、旗本への朱印状の発給は復活しなかった。次の徳川家継も早世したため、判物・朱印状発給の準備も行われなかった。第8代将軍の徳川吉宗以後将軍の交替ごとに同じように継目安堵が行われる事となった。
第14代将軍の徳川家茂は公家領の印知を行わず、寺社領の印知も東海・関東・陸奥の寺社に留まった。最後の将軍の徳川慶喜は在任期間が1年であり、一切の印知を行わなかった。

## 寛文印知の記載例
寛文印知の記載例として、以下に播磨赤穂藩藩主浅野長直宛の領知朱印状と領知目録を示す(ただし賀西郡の内24村の村名を省略する)。一つの郡一円を領有する場合には「～郡一円」と表記され、領知目録には村名が記載されない。また一つの郡・村を複数の領主が分割する場合は「～郡之内」「～之内」と表記される。
| 「 | 播磨国赤穂郡百拾九箇村三万五千弐百石、賀西郡内三拾 三箇村八千九百弐拾石八斗余、賀東郡内弐拾四箇村八千 弐百壱石九斗余、佐用郡内五箇村千弐百拾弐石弐斗、都 合五万三千五百石余(目録在別紙)事、如前々充行之訖、全可領知 者也、仍如件 寛文四年四月五日御朱印 筆者 大橋長左衛門 浅野内匠頭とのへ 目録 播磨国 赤穂郡一円 百十九箇村 高三万五千弐百石 外三百六拾弐石六斗七升五合籠高 賀西郡之内 三拾三箇村 上野村 広原村 佐谷村 下芥田村 (中略) 新田村 高八千九百弐拾石八斗五合 賀東郡之内 弐拾四箇村 穂積村 会我村 村貝村 垂水村 窪田村 鳥居村 家原村 中村 北村 梶原村 木梨村 上田村之内 仁我井村 大門村 沢部村 黍田村 下三草村 上三草村 牧野村 多井田村 田中村 北野村 河高村 野村 高八千弐百壱石九斗七升四合 佐用郡之内 五箇村 西本郷村 海田村 蔵垣内村 中山村 山田村 高千弐百拾弐石弐斗 都合五万三千五百三拾四石九斗七升九合 右今度被差上郡村之帳面相改、達 上聞所被成下 御朱 印也、此儀両人奉行依被 仰付執達如件 永井 伊賀守 尚庸 寛文四年四月五日 小笠原山城守 長瀬 浅野内匠頭殿 | 」 |

## 寛文印知における諸藩の石高と領地

### 凡例
以下に寛文印知領知目録記載の寛文4年（1664年）における諸藩の領地の分布を、国郡別の石高・村数、及び都合石高によりまとめる。
- 史料は国立資料館編『寛文朱印留』を底本とし、国書刊行会編「寛文印知集」（『續々群書類従』収録）などにより一部修正した。
- 記載順の内、1番～51番までには領知判物が、52番～219番には領知朱印状が交付されている。寛文印知が発給されなかった伊予宇和島藩、伊予吉田藩については、貞享元年（1684年）の徳川綱吉による貞享印知の石高・所領を本表の後ろに掲載した。また慶長13年（1608年）の尾張一国知行宛行の秀忠判物を除き、江戸時代を通じて領知判物交付の無かった徳川御両典・御三家については、幕府直轄領(天領)の石高[3]を含め、参考として寛文印知の前後の石高・所領を本表の末尾に掲載した。なお長州藩（4家）、熊本藩（1家)、佐賀藩（3家）、津山藩（1家）、水戸藩（2家）の支藩11家については、本藩の寛文印知に言及が全くないが、参考のために本表に加えた。御三家の御附家老（尾張藩（2家)、紀州藩（2家)、水戸藩（1家））、その他諸藩の万石以上の陪臣（万石格を含めて約200家）は省略した。
- 藩主の名前は諱を記載し、括弧内に領知判物・朱印状と領知目録に記載される宛名に伴う官位等を括弧内に示す。また本姓とは別に松平姓を名乗る場合には松平を付加し、そうでない場合は本姓を省略する(領知判物・朱印状の宛名にのみ記載の本姓は省略せず)。実際に記載される宛名は以下の通りであり、国主格などの大名の場合、領知判物・朱印状と領知目録とで宛名書きが異なる。

- 松平光長（越後三位中将/越後守）： 領知判物には「越後三位中将殿」、領知目録には「松平越後守殿」と記載。
- 保科正之（会津中将/肥後守）： 領知判物には「会津中将殿」、領知目録には「保科肥後守殿」と記載。
- 前田綱紀（加賀中将/松平加賀守）： 領知判物には「加賀中将殿」、領知目録には「松平加賀守殿」と記載。
- 伊達綱村 (松平亀千代)： 当主が数え6歳と幼少のために官位を持たず、領知判物・領知目録共に「松平亀千代殿」と記載。

寛文印知に記述のない琉球王、徳川宗家・御両典・御三家及び支藩11家については諱のみを括弧で示す。
- 参考のために藩庁(城・陣屋等)の所在地をまとめるが、寛文印知には藩庁所在地は記載されていない。また「藩」、「藩主」、「藩庁」などの用語が公文書で使われるようになったのは大政奉還前後からあり、寛文印知には「藩」という言葉は全く使用されていない。
- 郡別石高の合計と領知目録記載の石高が異なる場合は、郡別石高の合計を実数とし、領知目録記載の都合高を括弧内に示す。また石高は石を単位として小数点以下第五位まで示す。なお1 石 = 10 斗 = 100 升 = 1,000 合 = 10,000 勺 = 100,000 才である。また領知判物・朱印状には以下のように「～余」と、端数を切り捨てた数字を記載するのが慣例となっている。

- 松平光長： 領知判物・領知目録ともに「都合弐拾六万石余」と記載され、領知目録も端数を切り捨て。
- 保科正之： 領知判物・領知目録ともに「都合弐拾三万石」と記載され、元々領知高が端数まで揃えられている。
- 前田綱紀： 領知判物には「都合百弐万五千石余」、領知目録には「都合百弐万五千弐拾石弐斗八升弐合」と記載され、領知目録は端数まで表記。
- 伊達綱村： 領知判物には「都合六拾万石余事、内三万石伊達兵部大輔、三万石田村右京亮可進退之、残五拾六万石余」、領知目録には「惣高残五拾六万五拾五石七斗九升八合」と記載され、領知目録には端数まで表記。

- 個別に領知判物・朱印状・目録が発給されていない支藩7家（越前松岡藩、越前吉江藩、土佐中村藩、丹後田辺藩、陸奥陸奥一関藩、陸奥岩沼藩、伊予新谷藩）、万石以下の内分の旗本（陸奥黒石領など）の石高については、一部の例外を除き、本藩の石高に支藩の石高を含めた都合高と、支藩の石高を除いた本藩のみの石高（残高）の二種類が、本藩宛の領知判物・朱印状・目録に記載されている。一般に支藩の石高を含めた都合高を本藩公称の朱印高とする。
- 徳川御両典・御三家には領知判物・目録が発給されなかったため、とりわけ将軍家を継いだために消滅した甲府藩・館林藩に関する本表の国郡別村数・石高の情報は不完全である。同様に将軍直轄地の全国分布の詳細が残っているのは元禄以降であり本表では空欄とする。

### 寛文印知における諸藩の石高と領地
| 記載順 | 藩主名                                                                   | 藩庁所在地                                 | 都合石高                                                                       | 国郡別村数                                                                       | 国郡別石高 | 国郡 |
| ------ | ------------------------------------------------------------------------ | ------------------------------------------ | ------------------------------------------------------------------------------ | -------------------------------------------------------------------------------- | --- | --- |
| 1      | 松平光長 (越後三位中将/越後守)                                           | 越後高田                                   | 260,296.41800 (26万石余)                                                       | 683 114 54 233 13                                                                | 139,071.79200 43,748.20100 15,513.96000 59,769.42300 3,000.00000 5,193.04200 | 越後国頸城郡一円 越後国沼垂郡刈羽領 越後国三嶋郡之内 越後国魚沼郡之内 越後国4郡之内除地 信濃国更級郡河中嶋領之内 |
| 2      | 保科正之 (会津中将/肥後守)                                               | 陸奥会津                                   | 230,000.00000                                                                  | 177 58 163 5 127 52 71                                                           | 81,483.02070 20,110.64900 57,516.90000 6,246.61400 34,650.30230 21,019.12600 8,973.38800 | 陸奥国耶麻郡一円 陸奥国河沼郡一円 陸奥国大沼郡之内 陸奥国安積郡之内 陸奥国稲河領 陸奥国猪苗代領 越後国蒲原郡之内 |
| 3      | 前田綱紀 (加賀中将/松平加賀守)                                           | 加賀金沢                                   | 1,025,020.28200                                                                | 173 229 203 218 484 418 171 131 227 74 2                                         | 75,070.20000 166,945.98000 110,908.69000 6,302.48300 (6302石4斗8升余) 130,256.44000 202,111.84000 147,511.41000 10,124.91700 (1万0124石9斗余) 74,603.59000 62,935.25000 47,981.56000 25,912.44000 5,050.00000 2,260.28200 | 加賀国加賀郡一円 加賀国石川郡一円 加賀国能美郡之内 加賀国3郡之内除地 越中国射水郡一円 越中国礪波郡一円 越中国新川郡之内 越中国3郡之内除地 能登国羽咋郡之内 能登国能登郡之内 能登国鳳至郡之内 能登国珠洲郡之内 能登国4郡之内除地 近江国高嶋郡之内 |
| 4      | 松平光通 (越前少将/越前守) 松平昌勝 (中務大輔) 松平昌親 (兵部大輔)       | 越前福井 越前松岡 越前吉江                 | 525,282.08600 (52万5282石) (残45万0280石余) 50,000.00000 25,000.00000          | 152 159 114 192 77 261 69                                                        | 91,220.58800 85,131.70000 77,328.65600 78,616.28100 35,073.12700 140,144.08700 17,767.64700 | 越前国足羽郡一円 越前国今立郡一円 越前国吉田郡之内 越前国丹生郡之内 越前国南条郡之内 越前国坂井郡之内 越前国大野郡之内 内分 |
| 5      | 池田光政 (備前少将/松平新太郎)                                           | 備前岡山                                   | 315,200.02000 (31万5200石)                                                     | 51 93 94 64 83 63 97 79 16 19 4 5 2 1                                            | 36,858.26000 38,271.10000 37,964.04000 21,288.74000 20,978.65000 41,763.44000 53,646.52000 29,429.28000 13,753.48000 15,855.18000 2,099.91000 2,079.38000 621.94000 590.10000 | 備前国御野郡一円 備前国津高郡一円 備前国赤坂郡一円 備前国磐梨郡一円 備前国和気郡一円 備前国邑久郡一円 備前国上道郡一円 備前国児嶋郡一円 備中国浅口郡之内 備中国窪屋郡之内 備中国下道郡之内 備中国都宇郡之内 備中国賀夜郡之内 備中国小田郡之内 |
| 6      | 島津光久 (薩摩少将/松平大隅守) (尚質王)                                  | 薩摩鹿児島 琉球首里                        | 605,863.63112 (60万5863石6斗3升) 123,700.00000                                 | 52 33 27 48 20 35 2 7 6 7 8 13 32 39 63 38 32 9 4 164 15嶋                       | 38,401.36247 42,719.13475 30,339.69400 51,648.04390 23,570.47050 35,045.71800 2,791.38500 15,939.38470 16,857.05670 10,464.20700 15,047.89550 23,735.25600 8,445.99140 9,986.85600 21,824.04300 26,643.46200 43,884.48000 42,015.98800 20,192.31300 5,205.71900 1,080.59000 120,024.58000 123,700.00000                                                                                               | 薩摩郡伊作郡一円 薩摩郡一円 薩摩国鹿児嶋郡一円 薩摩国日置郡一円 薩摩国阿多郡一円 薩摩国河辺郡一円 薩摩国甑嶋郡一円 薩摩国頴娃郡一円 薩摩国揖宿郡一円 薩摩国給黎郡一円 薩摩国谿山郡一円 薩摩国出水郡一円 薩摩国高城郡一円 大隅国菱刈郡一円 大隅国桑原郡一円 大隅国姶羅郡一円 大隅国囎唹郡一円 大隅国肝属郡一円 大隅国大隅郡一円 大隅国熊毛郡一円 大隅国馭謨郡一円 日向国諸県郡之内 琉球国諸嶋 |
| 7      | 池田光仲 (因幡少将/松平相模守)                                           | 因幡鳥取                                   | 320,000.00000                                                                  | 31 45 74 80 55 82 93 101 110 103 69 148 173                                      | 13,982.90000 17,110.10000 31,961.30000 22,023.50000 16,630.10000 16,796.50000 19,712.80000 11,525.30000 21,146.80000 34,544.80000 26,339.60000 20,986.40000 45,506.20000 21,733.70000 | 因幡国邑美郡一円 因幡国石井郡一円 因幡国高草郡一円 因幡国気多郡一円 因幡国八上郡一円 因幡国法美郡一円 因幡国八東郡一円 因幡国智頭郡一円 伯耆国河村郡一円 伯耆国久米郡一円 伯耆国八橋郡一円 伯耆国汗入郡一円 伯耆国会見郡一円 伯耆国日野郡一円 |
| 8      | 松平頼重 (高松少将/讃岐守)                                               | 讃岐高松                                   | 120,000.00000                                                                  | 34 25 20 30 47 35 26 17                                                          | 10,000.00000 13,600.05800 11,619.47700 18,178.25000 20,552.12300 17,639.25900 16,039.78700 12,371.04600 | 讃岐国大内郡一円 讃岐国寒川郡一円 讃岐国三木郡一円 讃岐国山田郡一円 讃岐国香川郡一円 讃岐国阿野郡一円 讃岐国鵜足郡之内 讃岐国那珂郡之内 |
| 9      | 松平直政 (出雲少将/出羽守)                                               | 出雲松江                                   | 186,000.02600 (18万6千石)                                                      | 51 20 21 19 83 61 72 58 77 38                                                    | 23,120.03400 10,416.26700 13,172.13700 22,142.50400 59,698.30000 30,138.26000 21,330.54200 25,871.48000 42,592.34900 32,833.65300 95,315.50000 | 出雲国嶋根郡一円 出雲国秋鹿郡一円 出雲国楯縫郡一円 出雲国出雲郡一円 出雲国神門郡一円 出雲国飯石郡一円 出雲国仁多郡一円 出雲国大原郡一円 出雲国能義郡一円 出雲国意宇郡一円 出雲国10郡之内除地 |
| 10     | 酒井忠清 (前橋少将/雅楽頭)                                               | 上野前橋                                   | 130,000.60000 (13万石)                                                         | 54 24 125 21 8 1 2 1 12 2 1 9                                                    | 34,230.80000 11,943.83000 59,680.62000 8,453.90000 3,589.69200 185.50000 2,100.63200 1,000.00000 377.09700 3,438.52900 1,718.71200 333.45000 2,947.83800 | 上野国群馬郡之内 上野国那波郡之内 上野国勢多郡之内 上野国緑野郡之内 上野国碓氷郡之内豊岡領 上野国多胡郡之内 武蔵国豊嶋郡之内 武蔵国榛沢郡之内 武蔵国児玉郡之内 相模国御浦郡之内 近江国野洲郡之内 近江国蒲生郡之内 近江国栗本郡之内 |
| 11     | 浅野光晟 (安芸侍従/松平安芸守)                                           | 安芸広島                                   | 376,500.00000                                                                  | 30 64 32 88 29 63 55 64 57 48 38 17 8                                            | 16,505.21400 28,518.66900 16,193.79600 49,298.89200 25,356.68500 34,645.49500 49,674.94300 46,406.30600 28,472.52400 28,283.95200 18,156.25500 17,468.01600 12,780.56200 4,513.47900 225.21200 | 安芸国沼田郡一円 安芸国山県郡一円 安芸国高宮郡一円 安芸国賀茂郡一円 安芸国安芸郡一円 安芸国佐伯郡之内 安芸国豊田郡之内 安芸国高田郡之内 備後国御調郡之内 備後国世羅郡之内 備後国三谿郡之内 備後国奴可郡之内 備後国三上郡之内 備後国甲奴郡之内 鉄山役高 |
| 12     | 佐竹義隆 (秋田侍従/修理大夫)                                             | 出羽久保田                                 | 205,818.00000                                                                  | 245 64 41 136 72 70 8 3                                                          | 49,700.00000 15,070.00000 13,740.00000 59,040.00000 31,420.00000 31,030.00000 5,039.40000 778.60000 | 出羽国秋田郡一円 出羽国山本郡一円 出羽国河辺郡一円 出羽国山乏郡一円 出羽国平鹿郡一円 出羽国雄勝郡一円 下野国河内郡之内 下野国都賀郡之内 |
| 13     | 藤堂高次 (伊賀侍従/大学頭)                                               | 伊勢津                                     | 323,949.51500 (32万3950石余)                                                   | 69 25 50 38 85 35 10 23 29 20 16 29 44 26 11 14                                  | 39,413.89000 16,499.02000 27,953.18000 16,673.91000 58,012.45000 48,546.31300 17,236.66700 6,453.35300 10,004.50400 10,133.32600 14,403.78000 5,619.60700 9,923.48500 9,478.45200 17,226.48900 10,711.90700 5,137.38700 3,089.22800 2,567.43300 | 伊賀国阿拝郡一円 伊賀国山田郡一円 伊賀国伊賀郡一円 伊賀国名張郡一円 伊勢国安濃郡一円 伊勢国一志郡之内 伊勢国奄芸郡之内 伊勢国鈴鹿郡之内 伊勢国河曲郡之内 伊勢国三重郡之内 伊勢国飯野郡之内 伊勢国多気郡之内 山城国相楽郡之内 大和国添上郡之内 大和国山辺郡之内 大和国十市郡之内 大和国城上郡之内 下総国香取郡之内 山城大和下総3国之内除地 |
| 14     | 黒田光之 (筑後侍従/松平右衛門佐)                                         | 筑前福岡                                   | 433,100.00000                                                                  | 47 63 44 67 58 8 56 31 58 14 34 26 64 30 23                                      | 38,672.56200 34,158.23000 33,648.35600 52,120.76400 49,510.19100 8,719.91000 32,525.20100 21,205.72040 32,635.98360 11,263.78880 21,280.97790 11,112.35100 40,617.55460 29,522.81380 16,105.59590 | 筑前国早良郡一円 筑前国那珂郡一円 筑前国志摩郡一円 筑前国糟屋郡一円 筑前国宗像郡一円 筑前国席田郡一円 筑前国御笠郡一円 筑前国上座郡一円 筑前国穂浪郡一円 筑前国夜須郡之内 筑前国嘉麻郡之内 筑前国下座郡之内 筑前国遠賀郡之内 筑前国鞍手郡之内 筑前国怡土郡之内 |
| 15     | 毛利綱広 (長門侍従/大膳大夫) (毛利綱元) (毛利就隆) (毛利元知) (吉川広正) | 長門萩 長門長府 周防徳山 長門清末 周防岩国 | 369,411.31500 (36万9411石) 47,800.00000 45,000.00000 10,000.00000 60,000.00000 | 36 27 26 25 18 20 22 15 32 65 1                                                  | 53,532.78100 13,195.61500 35,718.93100 34,913.98300 26,791.01400 38,635.34600 38,515.03000 18,214.13700 31,921.74500 32,306.46300 45,082.22900 584.04100 | 周防国玖珂郡一円 周防国大嶋郡一円 周防国熊毛郡一円 周防国都濃郡一円 周防国佐波郡一円 周防国吉敷郡一円 長門国阿武郡一円 長門国大津郡一円 長門国美祢郡一円 長門国厚狭郡一円 長門国豊浦郡一円 長門国見嶋郡一円 内分 又内分 (長府藩内分) 内分 |
| 16     | 細川綱利 (肥後侍従/越中守) (細川行孝)                                    | 肥後熊本 肥後宇土                          | 540,000.00000 30,000.00000                                                     | 94 29 286 48 60 30 33 110 44 67 60 84 2 39 22                                    | 51,033.48200 19,088.23600 123,433.38000 25,709.58500 42,877.46000 17,534.56000 17,387.10000 73,927.90200 33,116.96800 26,463.26000 34,691.18000 54,628.30200 2,510.60100 10,056.55800 7,541.42600 | 肥後国飽田郡一円 肥後国詫摩郡一円 肥後国益城郡一円 肥後国宇土郡一円 肥後国八代郡一円 肥後国芦北郡一円 肥後国山本郡一円 肥後国玉名郡一円 肥後国山鹿郡一円 肥後国菊池郡一円 肥後国合志郡一円 肥後国阿蘇郡一円 豊後国直入郡之内 豊後国大分郡之内 豊後国海部郡之内 内分 |
| 17     | 鍋島光茂 (肥前侍従/松平丹後守) (鍋島直能) (鍋島直澄) (鍋島直朝)          | 肥前佐嘉 肥前小城 肥前蓮池 肥前鹿島        | 357,036.59900 73,200.00000 52,600.00000 20,000.00000                           | 172 109 144 114 79 48 13 31 74 15                                                | 102,779.19500 49,335.27100 46,409.68800 67,436.36100 30,750.08400 24,335.46000 6,321.09200 8,690.21600 18,869.56400 2,109.66800 | 肥前国佐嘉郡一円 肥前国神埼郡一円 肥前国小城郡一円 肥前国杵嶋郡一円 肥前国藤津郡一円 肥前国三根郡一円 肥前国養父郡之内 肥前国松浦郡之内 肥前国高来郡之内 肥前国彼杵郡之内 内分 |
| 18     | 蜂須賀光隆 (阿波侍従/松平阿波守)                                         | 阿波徳島                                   | 256,940.08300                                                                  | 81 39 32 29 20 28 48 32 85 24 121 113                                            | 29,574.05000 17,211.92600 13,977.11400 7,758.10000 9,704.52200 15,805.71000 24,906.92200 14,188.62100 41,732.42500 11,894.19300 37,207.90000 32,978.60000 | 阿波国板野郡一円 阿波国名西郡一円 阿波国麻植郡一円 阿波国阿波郡一円 阿波国美馬郡一円 阿波国三好郡一円 阿波国名東郡一円 阿波国勝浦郡一円 阿波国那賀郡一円 阿波国海部郡一円 淡路国津名郡一円 淡路国三原郡一円 |
| 19     | 森長継 (美作侍従/内記) (関長政)                                          | 美作津山 美作宮川                          | 186,500.00000 18,700.00000                                                     | 64 58 121 14 33 23 51 87 47 95                                                   | 10,036.50000 14,400.10000 43,796.70000 7,277.80000 9,741.40000 7,698.40000 18,217.80000 39,415.00000 14,490.60000 21,425.70000 | 美作国英田郡一円 美作国吉野郡一円 美作国勝田郡一円 美作国苫東郡一円 美作国苫北郡一円 美作国苫南郡一円 美作国苫西郡一円 美作国久米郡一円 美作国大庭郡一円 美作国真嶋郡一円 内分 |
| 20     | 山内忠豊 (土佐侍従/松平対馬守) 山内忠直 (修理大夫)                       | 土佐高知 土佐中村                          | 202,626.52000 (20万2600石余) 30,000.00000                                      | 53 66 48 39 41 75 141                                                            | 17,011.65000 27,368.06000 24,674.75000 18,690.64000 18,000.04000 45,088.84000 51,792.54000 | 土佐国安芸郡一円 土佐国香美郡一円 土佐国長岡郡一円 土佐国土佐郡一円 土佐国吾河郡一円 土佐国高岡郡一円 土佐国幡多郡一円 内分 |
| 21     | 京極高国 (丹後侍従/丹後守) 京極高盛 (伊勢守)                             | 丹後宮津 丹後田辺                          | 78,175.01000 (残7万8200石、但25石不足) 35,000.00000                            | 52 37 41 14 120                                                                  | 31,462.45000 19,565.36000 15,546.36000 2,383.07000 9,217.77000 35,000.00000 | 丹後国与佐郡一円 丹後国竹野郡一円 丹後国熊野郡一円 丹後国加佐郡之内 丹後国丹波郡之内 丹後国加佐郡之内 |
| 22     | 伊達綱村 (松平亀千代) 伊達宗勝 (兵部大輔) 田村宗良 (右京亮)              | 陸奥仙台 陸奥一関 陸奥岩沼                 | 620,055.87800 (62万石余) (残56万0055石7斗9升8合) 30,000.00000 30,000.00000     | 65 60 24 86 33 24 37 38 21 92 64 58 33 35 36 26 61 78 49 41 9 13 4 1 18 2        | 19,748.47000 5,420.46000 18,271.06000 59,317.01000 15,173.10000 12,900.70000 47,582.45000 24,779.65000 17,723.07000 81,354.89000 29,256.06000 31,040.77000 19,991.56000 19,885.62000 26,534.81000 15,867.70000 44,514.94000 47,578.63000 31,311.41000 26,627.40000 5,120.24000 5,345.06000 3,802.08300 328.75800 1,238.24900 8,842.03800 1,157.20600                                                  | 陸奥国桃生郡一円 陸奥国牡鹿郡一円 陸奥国登米郡一円 陸奥国磐井郡一円 陸奥国本吉郡一円 陸奥国気仙郡一円 陸奥国胆沢郡一円 陸奥国賀美郡一円 陸奥国玉造郡一円 陸奥国栗原郡一円 陸奥国志田郡一円 陸奥国遠田郡一円 陸奥国刈田郡一円 陸奥国柴田郡一円 陸奥国伊具郡一円 陸奥国亘理郡一円 陸奥国名取郡一円 陸奥国宮城郡一円 陸奥国黒川郡一円 陸奥国江刺郡一円 陸奥国宇多郡之内 陸奥国之内内分 常陸国信太郡之内 常陸国筑波郡之内 常陸国筑波郡之内除地 常陸国河内郡之内 近江国蒲生郡之内 近江国野洲郡之内                                                                                      |
| 23     | 前田利次 (富山侍従/松平淡路守)                                           | 越中富山                                   | 100,000.00000                                                                  | 180 73                                                                           | 75,036.91000 37,499.06000 12,535.97000 | 越中国婦負郡一円 越中国新川郡之内 越中国2郡之内除地 |
| 24     | 松平直良 (大野侍従/但馬守)                                               | 越前大野                                   | 49,985.89600 (5万石)                                                           | 101 12 2 1                                                                       | 44,300.58200 4,615.20300 660.07000 410.04100 | 越前国大野郡之内 越前国丹生北郡之内 越前国吉田郡之内 越前国足羽南郡之内 |
| 25     | 立花忠茂 (柳川侍従/飛騨守)                                               | 筑後柳河                                   | 109,647.19700 (10万9647石余)                                                   | 86 47 12 16 8                                                                    | 57,371.54400 27,518.54000 14,536.92700 4,303.21600 5,916.97000 | 筑後国山門郡一円 筑後国三毛郡之内 筑後国三猪郡之内 筑後国上妻郡之内 筑後国下妻郡之内 |
| 26     | 丹羽光重 (二本松侍従/左京大夫)                                           | 陸奥二本松                                 | 100,700.16500 (10万0700石余)                                                   | 69 41                                                                            | 69,781.43900 31,172.72600 254.00000 (254石余) | 陸奥国安達郡一円 陸奥国安積郡之内 陸奥国2郡之内除地 |
| 27     | 宗義真 (対馬侍従/対馬守)                                                 | 対馬府中                                   | 11,837.00000                                                                   | 21 10                                                                            | 0.00000 7,556.62000 4,280.38000 | 対馬国一円 肥前国基肄郡之内 肥前国養父郡之内 |
| 28     | 織田長頼 (宇多侍従/山城守)                                               | 大和松山                                   | 28,235.84300                                                                   | 88                                                                               | 28,235.84300 | 大和国宇陀郡之内 |
| 29     | 井伊直澄 (彦根侍従/玄蕃頭)                                               | 近江彦根                                   | 300,000.00000                                                                  | 119 104 55 40 134 41 39 15 11 8                                                  | 60,464.59600 61,022.64000 30,567.49200 17,235.89300 67,028.36600 24,555.20100 19,125.81200 17,693.40100 1,459.65800 846.94100 | 近江国犬上郡一円 近江国愛智郡之内 近江国神崎郡之内 近江国蒲生郡之内 近江国坂田郡之内 近江国浅井郡之内 近江国伊香郡之内 下野国安蘇郡之内 武蔵国荏原郡之内 武蔵国多磨郡之内 |
| 30     | 榊原忠次 (姫路侍従/松平式部大輔)                                         | 播磨姫路                                   | 150,000.00000                                                                  | 107 78 75 70 14 2                                                                | 54,927.32000 27,908.69400 29,664.22300 29,831.04000 7,335.59000 333.13300 | 播磨国餝摩郡之内 播磨国神崎郡之内 播磨国印南郡之内 播磨国賀古郡之内 播磨国賀茂郡之内 播磨国揖保郡之内 |
| 31     | 小笠原忠真 (小倉侍従/右近将監)                                           | 筑前小倉                                   | 150,000.00000                                                                  | 95 63 66 39 74 54                                                                | 27,783.41400 36,033.12900 22,222.73700 15,556.70900 27,642.34500 20,761.66600 | 豊前国企救郡一円 豊前国田川郡一円 豊前国京都郡一円 豊前国築城郡一円 豊前国仲津郡一円 豊前国上毛郡之内 |
| 32     | 本多政勝 (郡山侍従/内記)                                                 | 大和郡山                                   | 150,000.00700 (15万石)                                                         | 31 32 30 35 22 20 43 21 9 12 4                                                   | 24,931.33700 14,635.18500 23,858.30500 23,271.85300 13,199.28800 12,792.65800 10,891.63800 9,483.71000 6,676.05200 4,232.99200 3,812.27700 1,250.00000 989.34200 24.63000 | 大和国添下郡之内 大和国添上郡之内 大和国城下郡之内 大和国葛下郡之内 大和国十市郡之内 大和国広瀬郡之内 大和国吉野郡之内 大和国宇智郡之内 大和国山辺郡之内 大和国高市郡之内 大和国平群郡之内 河内国讃良郡之内 小物成 除地 |
| 33     | 松平忠弘 (山形侍従/下総守)                                               | 出羽山形                                   | 150,000.00000                                                                  | 152                                                                              | 150,000.00000 | 出羽国村山郡之内 |
| 34     | 阿部忠秋 (忍侍従/豊後守)                                                 | 武蔵忍                                     | 80,000.00000                                                                   | 35 31 27 13 2 9 8 7                                                              | 34,113.98900 16,276.67900 11,685.45500 8,672.68900 1,271.12700 1,074.65500 3,105.40600 3,800.00000 | 武蔵国埼玉郡之内 武蔵国大里郡之内 武蔵国秩父郡之内 武蔵国足立郡之内 武蔵国幡羅郡之内 武蔵国男衾郡之内 相模国御浦郡之内 上野国新田郡之内 |
| 35     | 稲葉正則 (小田原侍従/美濃守)                                             | 相模小田原                                 | 95,000.00000                                                                   | 82 66 4 6 2 10 76 21 7 1 3                                                       | 23,367.09300 21,853.44200 794.23600 3,257.80700 697.66900 3,135.70500 13,314.81100 21,533.36900 5,000.00000 623.84100 1,422.02700 | 相模国足柄上郡之内 相模国足柄下郡之内 相模国余綾郡之内 相模国大住郡之内 相模国御浦郡之内 伊豆国賀茂郡之内 駿河国駿河郡之内 下野国芳賀郡之内 常陸国新治郡之内 武蔵国豊嶋郡之内 武蔵国新座郡之内 |
| 36     | 牧野親成 (牧野侍従/佐渡守)                                               | 山城京都 (京都所司代)                      | 32,600.00000                                                                   | 23 13 11 2 3 1 7 6                                                               | 14,173.49300 4,073.85200 3,628.98000 1,949.19400 1,851.42800 400.52600 45.21400 4,512.09000 1,965.22300 107.50000 | 河内国石川郡之内 河内国高安郡之内 河内国大県郡之内 河内国古市郡之内 河内国安宿郡之内 河内国志紀郡之内 河内国讃良郡之内 摂津国嶋下郡之内 摂津国嶋上郡之内 外、除地 |
| 37     | 有馬頼利 (松千代)                                                        | 筑後久留米                                 | 210,000.00000                                                                  | 71 35 54 89 30 128 93 25                                                         | 36,165.12000 20,587.43000 12,675.83700 12,397.81200 12,474.14500 75,389.34100 25,169.45200 15,140.86300 | 筑後国御井郡一円 筑後国御原郡一円 筑後国生葉郡一円 筑後国竹野郡一円 筑後国山本郡一円 筑後国三瀦郡之内 筑後国上妻郡之内 筑後国下妻郡之内 |
| 38     | 松平直矩 (大和守)                                                        | 越後村上                                   | 150,000.00000                                                                  | 342 504 62                                                                       | 53,195.97300 85,735.23100 11,068.79600 | 越後国石船郡一円 越後国蒲原郡之内 越後国三嶋郡之内 |
| 39     | 奥平忠昌 (美作守)                                                        | 下野宇都宮                                 | 110,000.00000                                                                  | 104 65 34 20                                                                     | 63,993.24500 23,353.73300 15,094.47800 7,558.54400 | 下野国河内郡之内 下野国塩屋郡之内 下野国芳賀郡之内 下野国都賀郡之内 |
| 40     | 松平定長 (隠岐守)                                                        | 伊予松山                                   | 150,000.00000                                                                  | 35 78 31 29 22 26 43 19 24 23                                                    | 21,815.95400 16,152.05600 15,790.25700 14,915.83800 14,246.12600 13,025.18700 22,120.34100 13,571.70700 10,230.09800 8,132.43600 | 伊予国温泉郡一円 伊予国風早郡一円 伊予国久米郡一円 伊予国野間郡一円 伊予国和気郡一円 伊予国桑村郡一円 伊予国浮穴郡之内 伊予国伊予郡之内 伊予国周敷郡之内 伊予国越智郡之内 |
| 41     | 酒井忠義 (左衛門尉)                                                      | 出羽鶴岡                                   | 140,071.60400                                                                  | 257 188                                                                          | 89,588.90500 50,482.69900 | 出羽国田川郡之内 出羽国飽海郡之内 |
| 42     | 酒井忠直 (修理大夫) 諸鶴長次郎 (太夫)                                    | 若狭小浜                                   | 123,558.15900 100.00000                                                        | 74 111 56 59 15 5 19                                                             | 19,870.66600 42,461.41200 23,128.01000 21,196.84100 100.00000 7,001.23000 5,482.46800 7,302.72700 2,785.19500 | 若狭国大飯郡一円 若狭国遠敷郡一円 若狭国三方郡一円 越前国敦賀郡一円 越前国敦賀郡之内 (除地) 近江国高嶋郡之内 下野国安蘇郡之内 安房国平郡之内 除地 |
| 43     | 南部重直 (山城守)                                                        | 陸奥盛岡                                   | 100,000.00000                                                                  | 50 67 48 41 33 91 54 51 52 42                                                    | 4,784.14700 16,439.75400 6,213.39800 6,225.63300 6,617.88900 10,941.47500 10,429.80700 13,868.05900 12,867.78800 11,612.05000 | 陸奥国北郡一円 陸奥国三戸一円 陸奥国二戸一円 陸奥国九戸一円 陸奥国鹿角一円 陸奥国閉伊一円 陸奥国岩手一円 陸奥国志和一円 陸奥国稗貫一円 陸奥国和賀一円 |
| 44     | 水野勝種 (民部)                                                          | 備後福山                                   | 101,009.99000 (10万1012石6斗余)                                                | 36 25 20 23 19 40 19 20 1                                                        | 19,490.32500 14,385.11800 7,693.50700 17,158.24000 7,847.52000 16,648.91000 8,358.94400 7,458.42000 969.00600 1,000.00000 | 備後国沼隈郡之内 備後国葦田郡之内 備後国深津郡之内 備後国安那郡之内 備後国品治郡之内 備後国神石郡之内 備後国甲奴郡之内 備中国小田郡之内 備中国後月郡之内 相模国愛甲郡之内 |
| 45     | 真田幸道 (右衛門)                                                        | 信濃松代                                   | 100,000.00000                                                                  | 87 67 17 24                                                                      | 39,869.66000 35,138.18300 10,061.68000 14,930.47700 | 信濃国水内郡之内 信濃国更級郡之内 信濃国高井郡之内 信濃国埴科郡之内 |
| 46     | 松平定重 (越中守)                                                        | 伊勢桑名                                   | 110,000.00300 (11万石)                                                         | 53 63 34 17                                                                      | 29,115.41800 41,216.05300 27,777.99900 14,890.53300 3,000.00000 | 伊勢国桑名郡之内 伊勢国員弁郡之内 伊勢国朝明郡之内 伊勢国三重郡之内 伊勢国4郡之内除地 |
| 47     | 本多忠平 (下野守)                                                        | 陸奥白川                                   | 100,000.00000                                                                  | 68 31 46 26                                                                      | 37,429.63500 14,511.44900 30,844.36300 17,214.55300 | 陸奥国白川郡之内 陸奥国石川郡之内 陸奥国磐瀬郡之内 陸奥国田村領之内 |
| 48     | 戸田氏信 (采女正)                                                        | 美濃大垣                                   | 100,000.00000                                                                  | 13 24 10 88 50 43 31                                                             | 3,391.05900 10,021.12400 7,201.56800 47,881.83700 11,287.89000 16,910.40400 3,306.11800 | 美濃国石津郡之内 美濃国多芸郡之内 美濃国不破郡之内 美濃国安八郡之内 美濃国池田郡之内 美濃国大野郡之内 美濃国本巣郡之内 |
| 49     | 土井利重 (大炊頭)                                                        | 下総古河                                   | 100,002.83300 (10万石)                                                         | 31 3 109 24 10 21 7 1 13 9                                                       | 7,929.83100 1,023.53900 39,753.02400 18,479.02800 5,931.90200 7,455.56500 3,900.61800 3,317.85000 328.80000 6,382.12800 5,500.54800 | 下総国葛餝郡之内 下総国猿嶋郡之内 下野国都賀郡之内 下野国安蘇郡之内 下野国寒川郡之内 近江国伊香郡之内 近江国甲賀郡之内 近江国蒲生郡之内 近江国野洲郡之内 武蔵国埼玉郡之内 常陸国河内郡之内 |
| 50     | 阿部正春 (伊予守)                                                        | 武蔵岩槻                                   | 115,060.39300                                                                  | 61 28 65 26 48 15 3                                                              | 28,355.72200 9,605.97200 34,500.61500 10,638.58900 25,008.62900 3,942.07300 3,008.79300 | 武蔵国埼玉郡之内 武蔵国足立郡之内 下野国都賀郡之内 下野国寒川郡之内 上総国夷隅郡之内 下総国葛餝郡之内 近江国浅井郡之内 |
| 51     | 上杉綱勝 (米沢侍従/播磨守)                                               | 出羽米沢                                   | 300,000.50000 (30万石)                                                         | 257 60 86                                                                        | 186,994.58400 (18万6990石余) 113,005.91600 (4万8530石余) (6万4470石余) | 出羽国置賜郡一円 陸奥国伊達・信夫両郡一円 陸奥国信夫郡一円 陸奥国伊達郡一円 |
| 52     | 前田利明 (松平飛騨守)                                                    | 加賀大聖寺                                 | 70,000.00000                                                                   | 134 6                                                                            | 65,731.59000 4,302.14000 33.73000 | 加賀国江沼郡一円 加賀国能美郡之内 加賀国2郡之内除地 |
| 53     | 織田信久 (内記)                                                          | 上野小幡                                   | 20,000.00000                                                                   | 36 1                                                                             | 17,995.42000 1,424.58000 580.00000 | 上野国甘楽郡之内 上野国多胡郡之内 上野国碓氷郡之内 |
| 54     | 久世広之 (大和守)                                                        | (下総結城)                                 | 40,000.00000                                                                   | 24 23 1 9 3 23 1 10 3 8 2 14 5 4                                                 | 8,262.48700 4,454.00000 138.57000 2,647.86700 800.00000 5,000.00000 620.89000 2,735.33100 202.74300 1,424.15600 2,078.31000 10,648.20700 380.92400 606.51500 | 相模国高座郡之内 相模国愛甲郡之内 相模国大住郡之内 武蔵国橘樹郡之内 武蔵国都築郡之内 武蔵国久良郡之内 上総国望陀郡之内 上総国市原郡之内 上総国長柄郡之内 上総国埴生郡之内 上総国夷隅郡之内 下総国結城郡之内 下野国都賀郡之内 常陸国河内郡之内 |
| 55     | 大久保忠職 (加賀守)                                                      | 肥前唐津                                   | 83,129.07000                                                                   | 230 38                                                                           | 63,032.50000 20,096.57000 | 肥前国松浦郡之内 筑前国怡土郡之内 |
| 56     | 小笠原長次 (信濃守)                                                      | 豊前中津                                   | 80,000.00000                                                                   | 82 19 124                                                                        | 31,967.24200 6,647.09000 41,385.66800 | 豊前国下毛郡一円 豊前国上毛郡之内 豊前国宇佐郡之内 |
| 57     | 松平輝綱 (甲斐守)                                                        | 武蔵河越                                   | 75,000.00000                                                                   | 81 53 38 14 3                                                                    | 30,686.76000 29,301.15000 9,684.79000 5,077.30000 250.00000 | 武蔵国入間郡之内 武蔵国埼玉郡之内 武蔵国比企郡之内 武蔵国高麗郡之内 武蔵国多磨郡之内 |
| 58     | 牧野忠成 (飛騨守)                                                        | 越後長岡                                   | 74,023.85000                                                                   | 182 40 67                                                                        | 41,210.00000 14,840.00000 17,973.85000 | 越後国古志郡之内 越後国三嶋郡之内 越後国蒲原郡之内 |
| 59     | 永井尚征 (右近大夫)                                                      | 山城淀                                     | 73,601.43100                                                                   | 14 18 6 1 35 15 19 2 1                                                           | 12,931.82400 8,170.23600 1,996.18500 762.57000 17,892.98700 13,217.62400 10,653.58300 5,365.30600 1,000.00000 1,005.34800 605.76800 1,090.36900 | 山城国久世郡之内 山城国綴喜郡之内 山城国紀伊郡之内 山城国相楽郡之内 近江国浅井郡之内 近江国蒲生郡之内 近江国野洲郡之内 近江国栗本郡之内 近江国高嶋郡之内 近江国滋賀郡之内 近江国甲賀郡之内 外、除地 |
| 60     | 中川久清 (山城守)                                                        | 豊後岡                                     | 70,440.17000                                                                   | 252 240 5                                                                        | 39,664.94000 30,418.80000 356.43000 | 豊後国大野郡之内 豊後国直入郡之内 豊後国大分郡之内 |
| 61     | 内藤忠興 (帯刀)                                                          | 陸奥磐城平                                 | 70,000.00000                                                                   | 46 97 4 34                                                                       | 19,601.61300 33,799.09700 1,697.65300 14,901.63700 | 陸奥国磐城郡之内 陸奥国磐前郡之内 陸奥国菊多郡之内 陸奥国楢葉領 |
| 62     | 戸田光重 (松平丹波守)                                                    | 美濃加納                                   | 70,000.00000                                                                   | 48 22 16 7 2                                                                     | 34,893.14200 15,898.36900 13,996.07500 4,424.41400 788.00000 | 美濃国厚見郡之内 美濃国方県郡之内 美濃国本巣郡之内 美濃国席田郡之内 美濃国大野郡之内 |
| 63     | 水野忠職 (出羽守)                                                        | 信濃松本                                   | 70,000.00000                                                                   | 144 142                                                                          | 34,302.09100 35,697.90900 | 信濃国安曇郡之内 信濃国筑摩郡之内 |
| 64     | 本多俊次 (下総守)                                                        | 近江膳所                                   | 70,000.00000                                                                   | 69 20 26 6 7 4 40 2 1                                                            | 34,119.57000 8,645.91500 8,068.78100 4,677.71200 3,489.44000 998.58000 8,998.24600 977.87000 23.88600 | 近江国栗本郡之内 近江国滋賀郡之内 近江国高嶋郡之内 近江国甲賀郡之内 近江国浅井郡之内 近江国伊香郡之内 河内国錦部郡之内 河内国石川郡之内 河内国丹南郡之内 |
| 65     | 戸沢正誠 (能登守)                                                        | 出羽新庄                                   | 68,200.00000                                                                   | 59 13                                                                            | 46,357.12080 21,842.87920 | 出羽国最上郡之内 出羽国村山郡之内 |
| 66     | 松平信之 (日向守)                                                        | 播磨明石                                   | 65,000.00000                                                                   | 114 67                                                                           | 48,387.54000 16,612.46000 | 播磨国明石郡一円 播磨国美嚢郡之内 |
| 67     | 松浦重信 (肥前守)                                                        | 肥前平戸                                   | 61,700.00000                                                                   | 13 14 36 5                                                                       | 9,816.14300 7,912.85700 37,701.00000 6,270.00000 | 壱岐国壱岐郡一円 壱岐国石田郡一円 肥前国松浦郡之内 肥前国彼杵郡之内 |
| 68     | 京極高豊 (百助) 京極高房 (頼母)                                          | 讃岐丸亀                                   | 61,512.50000 (残5万8500石余) 3,000.00000                                       | 27 21 39 19 1 20 2                                                               | 19,043.76100 14,676.81000 11,793.48700 4,409.53200 143.91000 10,000.00000 1,445.00000 | 讃岐国三野郡一円 讃岐国多度郡一円 讃岐国豊田郡一円 讃岐国那珂郡之内 讃岐国鵜足郡之内 播磨国揖保郡之内 近江国蒲生郡之内 内分 |
| 69     | 仙石政俊 (越前守)                                                        | 信濃上田                                   | 60,088.85300                                                                   | 86 8                                                                             | 50,000.00000 10,088.85300 | 信濃国小県郡之内 信濃国更級郡河中嶋領之内 |
| 70     | 松平乗久 (和泉守)                                                        | 下総佐倉                                   | 60,000.00000                                                                   | 98 35 33 31 18 7 25 13 2                                                         | 19,549.66200 12,197.61400 9,231.46600 5,794.13900 3,836.52800 970.47000 493.08400 5,238.44500 2,483.22000 205.37200 | 下総国印旛郡之内 下総国相馬郡之内 下総国埴生郡之内 下総国香取郡之内 下総国千葉郡之内 下総国葛餝郡之内 下総国匝瑳郡之内 常陸国筑波郡之内 上総国山辺郡之内 上総国武射郡之内 |
| 71     | 相馬忠胤 (長門守)                                                        | 陸奥中村                                   | 60,000.00000                                                                   | 94 51 36                                                                         | 31,875.74200 13,693.23600 14,431.02200 | 陸奥国行方郡一円 陸奥国標葉郡一円 陸奥国宇多郡之内 |
| 72     | 加藤泰興 (出羽守) 加藤直泰 (織部正)                                      | 伊予大洲 伊予新谷                          | 60,000.00000 (残5万石) 10,000.00000                                            | 83 55 17 6 2 13 7 4                                                              | 33,939.77000 13,536.27000 10,440.16000 1,483.80000 600.00000 | 伊予国喜多郡之内 伊予国浮穴郡之内 伊予国伊予郡之内 伊予国風早郡之内 摂津国武庫郡之内 内、伊予国喜多郡之内 内、伊予国浮穴郡之内 内、伊予国伊予郡之内 |
| 73     | 安藤重博 (対馬守)                                                        | 上野高崎                                   | 60,000.00000                                                                   | 90 3 1 5 1                                                                       | 52,768.58100 4,206.41400 25.00000 2,442.55500 557.45000 | 上野国群馬郡之内 上野国片岡郡之内 上野国碓氷郡之内 近江国神崎郡之内 近江国高嶋郡之内 |
| 74     | 浅野長直 (内匠頭)                                                        | 播磨赤穂                                   | 53,534.97900                                                                   | 119 33 24 5                                                                      | 35,200.00000 362.67500 8,920.80500 8,201.97400 1,212.20000 | 播磨国赤穂郡一円 外、播磨国赤穂郡之内除地 播磨国賀西郡之内 播磨国賀東郡之内 播磨国佐用郡之内 |
| 75     | 岡部行隆 (内膳正)                                                        | 和泉岸和田                                 | 53,000.00000                                                                   | 47 44                                                                            | 23,849.47600 29,150.52400 | 和泉国泉南郡之内 和泉国日根郡之内 |
| 76     | 脇坂安政 (中務少輔)                                                      | 信濃飯田                                   | 52,976.40860 (5万3000石)                                                       | 97 4                                                                             | 49,976.40860 3,000.00000 | 信濃国伊那郡之内 上総国長柄郡之内 |
| 77     | 伊東祐実 (出雲守)                                                        | 日向飫肥                                   | 51,086.41100 (5万1086石4斗                                                     | 39 4                                                                             | 42,573.95000 8,512.46100 | 日向国那珂郡之内 日向国宮崎郡之内 |
| 78     | 松平康映 (周防守)                                                        | 石見浜田                                   | 50,442.51200                                                                   | 60 35 42                                                                         | 20,400.71000 17,807.79400 12,234.00800 | 石見国那賀郡之内 石見国邑知郡之内 石見国美濃郡之内 |
| 79     | 内藤信照 (豊前守)                                                        | 陸奥棚倉                                   | 50,090.88000 (5万0090石)                                                       | 88 10 16                                                                         | 32,514.54000 7,573.35000 10,002.99000 | 陸奥国白河郡之内 陸奥国菊多郡之内 常陸国多珂郡之内 |
| 80     | 稲葉信通 (能登守)                                                        | 豊後臼杵                                   | 50,065.76900 (5万0065石余)                                                     | 97 143 39                                                                        | 18,813.72500 18,104.06200 13,147.98200 | 豊後国海部郡之内 豊後国大野郡之内 豊後国大分郡之内 |
| 81     | 本多利長 (越前守)                                                        | 遠江横須賀                                 | 50,010.69990                                                                   | 67 37                                                                            | 37,094.11490 12,916.58500 | 遠江国城飼郡之内 遠江国山名郡之内 |
| 82     | 有馬康純 (左衛門佐)                                                      | 日向延岡                                   | 50,000.00000                                                                   | 69 23 4 9 1                                                                      | 25,069.57700 16,607.28600 2,804.78900 5,010.19200 508.15600 | 日向国臼杵郡之内 日向国宮崎郡之内 日向国那珂郡之内 日向国児湯郡之内 日向国諸県郡之内 |
| 83     | 浅野長治 (因幡守)                                                        | 備後三次                                   | 50,000.00000                                                                   | 42 24 2 1 2 1                                                                    | 22,950.07100 21,729.80600 357.76000 796.58000 1,287.47300 152.57500 1,739.91500 985.82000 | 備後国三次郡之内 備後国恵蘇郡之内 備後国三次恵蘇両郡之内鉄山高 備後国御調郡之内 備後国世羅郡之内 安芸国佐伯郡之内 安芸国豊田郡之内 安芸国高田郡之内 |
| 84     | 松平康信 (若狭守)                                                        | 丹波篠山                                   | 50,000.00000                                                                   | 109 35 2 1                                                                       | 43,845.55000 4,958.40000 180.47600 1,015.57400 | 丹波国多紀郡之内 丹波国桑田郡之内 摂津国兎原郡之内 摂津国嶋下郡之内 |
| 85     | 秋田盛季 (安房守)                                                        | 陸奥三春                                   | 50,000.00000                                                                   | 82                                                                               | 50,000.00000 | 陸奥国田村庄之内 |
| 86     | 石川憲之 (主殿頭)                                                        | 伊勢亀山                                   | 50,000.00000                                                                   | 72 5 8                                                                           | 41,300.01500 2,740.50700 5,959.47800 | 伊勢国鈴鹿郡之内 伊勢国三重郡之内 伊勢国河曲郡之内 |
| 87     | 小出吉英 (大和守)                                                        | 但馬出石                                   | 50,000.00000                                                                   | 79 63 35 37 1                                                                    | 22,733.40000 11,006.66500 9,861.30300 6,292.06500 106.56700 | 但馬国出石郡一円 但馬国養父郡之内 但馬国気多郡之内 但馬国美含郡之内 但馬国朝来郡之内 |
| 88     | 溝口宣直 (出雲守)                                                        | 越後新発田                                 | 50,000.00000                                                                   | 250                                                                              | 50,000.00000 222.80900 | 越後国蒲原郡之内 外、除地 |
| 89     | 黒田長興 (甲斐守)                                                        | 筑前秋月                                   | 50,000.00000                                                                   | 30 11 17                                                                         | 26,217.69200 15,960.98400 7,821.32400 | 筑前国夜須郡之内 筑前国嘉麻郡之内 筑前国下座郡之内 |
| 90     | 青山宗俊 (因幡守)                                                        | 摂津大坂 (大坂城代)                        | 50,000.00000                                                                   | 17 3 6 2 10 4 9 12 8 3 1 22 6 4 1                                                | 11,312.06000 2,032.98000 2,522.86600 620.14400 8,064.89000 3,721.06600 2,213.65100 6,487.49300 2,147.38900 322.27600 555.18500 5,000.00000 2,995.31900 1,762.01400 242.66700 | 河内国若江郡之内 河内国茨田郡之内 河内国河内郡之内 河内国讃良郡之内 和泉国日根郡之内 和泉国大鳥郡之内 和泉国和泉郡之内 摂津国住吉郡之内 摂津国河辺郡之内 摂津国嶋下郡之内太田領 摂津国芥川領内 遠江国敷智郡之内 相模国大住郡之内 武蔵国橘樹郡之内 武蔵国荏原郡之内 |
| 91     | 水野忠善 (監物)                                                          | 三河岡崎                                   | 50,000.00000                                                                   | 51 72 4 38                                                                       | 29,102.18300 14,429.07800 2,207.74500 4,260.99400 | 三河国碧海郡之内 三河国額田郡之内 三河国幡豆郡之内 三河国賀茂郡之内 |
| 92     | 井上正利 (河内守)                                                        | 常陸笠間                                   | 50,000.00000                                                                   | 45 32 27 1                                                                       | 16,414.89200 14,671.66100 19,087.86300 500.10800 674.52400 | 常陸国那珂郡之内 常陸国茨城郡之内 常陸国真壁郡之内 下野国芳賀郡之内 除地 |
| 93     | 水谷勝宗 (左京亮)                                                        | 備中松山                                   | 48,000.00000                                                                   | 7 19 54 15 7 6 12                                                                | 7,977.37600 13,757.86900 12,591.86400 4,189.59100 3,473.15200 1,915.69500 4,094.45300 | 備中国上方郡之内 備中国英賀郡之内 備中国哲多郡之内 備中国河上郡之内 備中国賀夜郡之内 備中国下道郡之内 備中国浅口郡之内 |
| 94     | 青山幸利 (大膳亮)                                                        | 摂津尼崎                                   | 48,000.00000                                                                   | 28 30 41 18                                                                      | 16,126.37200 12,386.22900 9,839.02300 9,648.37600 | 摂津国河辺郡之内 摂津国武庫郡之内 摂津国兎原郡之内 摂津国八部郡之内 |
| 95     | 津軽信政 (越中守) 津軽信敏 (左京) 津軽信純 (一学)                        | 陸奥弘前 陸奥黒石                          | 47,000.00000 (残4万2千石) 4,000.00000 1,000.00000                              | 133 6                                                                            | 45,000.00000 2,000.00000 2,500.00000 1,500.00000 500.00000 500.00000 | 陸奥国津軽郡一円 上野国勢多郡之内 内、陸奥国津軽郡之内 内、上野国勢多郡之内 内、陸奥国津軽郡之内 内、上野国勢多郡之内 |
| 96     | 松平忠房 (主殿頭)                                                        | 丹波福知山                                 | 45,909.78800                                                                   | 79 7                                                                             | 40,449.82000 5,459.96800 | 丹波国天田郡之内 丹波国何鹿郡之内 |
| 97     | 板倉重常 (隠岐守)                                                        | 下総関宿                                   | 45,000.00000                                                                   | 23 50 7 3 19 3 1 11 1                                                            | 5,809.92100 16,929.81100 2,190.02900 1,670.23900 6,220.24700 3,779.75300 499.20000 500.80000 7,400.00000 455.68300 | 下総国葛餝郡之内 下総国猿嶋郡之内 下総国相馬郡之内 下総国豊田郡之内 常陸国新治郡之内 常陸国筑波郡之内 武蔵国豊嶋郡之内 武蔵国新座郡之内 摂津国嶋下郡之内 外、摂津国嶋下郡之内除地 |
| 98     | 本多重昭 (飛騨守)                                                        | 越前丸岡                                   | 43,300.09400                                                                   | 68 2                                                                             | 42,846.53300 463.56100 10.00000 | 越前国坂井郡之内 越前国南条郡之内 越前国2郡之内除地 |
| 99     | 亀井茲政 (能登守)                                                        | 石見津和野                                 | 43,000.00000                                                                   | 56 46 26 2                                                                       | 14,872.23100 14,393.03200 12,712.43300 1,490.92300 468.61900 | 石見国鹿足郡之内 石見国美濃郡之内 石見国那賀郡之内 石見国邑智郡之内 石見国4郡之内除地 |
| 100    | 黒田長寛 (宮内)                                                          | 筑前東蓮寺                                 | 40,000.00000                                                                   | 29 4 10                                                                          | 29,439.44000 3,673.00000 6,887.56000 | 筑前国鞍手郡之内 筑前国嘉麻郡之内 筑前国遠賀郡之内 |
| 101    | 松平忠倶 (遠江守)                                                        | 信濃飯山                                   | 40,000.00000                                                                   | 60 59                                                                            | 20,000.00000 20,000.00000 | 信濃国高井郡之内 信濃国水内郡之内 |
| 102    | 小笠原長矩 (山城守)                                                      | 三河吉田                                   | 40,000.00000                                                                   | 28 32 27                                                                         | 16,458.57000 14,900.67000 8,640.76000 | 三河国渥美郡之内 三河国宝飯郡之内 三河国八名郡之内 |
| 103    | 金森頼直 (金森長門入道立軒/立軒)                                         | 飛騨高山                                   | 38,764.40000                                                                   | 81 133 180                                                                       | 9,224.33100 (9224石3斗余) 12,312.02800 (1万2312石余) 17,228.04100 (1万7228石余) | 飛騨国益田郡一円 飛騨国大野郡一円 飛騨国荒城郡一円 |
| 104    | 松平忠晴 (伊賀守)                                                        | 丹波亀山                                   | 38,000.00000                                                                   | 55 22 26 5                                                                       | 18,662.64200 9,622.82800 8,415.30500 1,299.22500 | 丹波国桑田郡之内 丹波国氷上郡之内 丹波国船井郡之内 丹波国多紀郡之内 |
| 105    | 高力高長 (左近大夫)                                                      | 肥前島原                                   | 37,000.00000                                                                   | 31                                                                               | 37,000.00000 | 肥前国高来郡之内 |
| 106    | 九鬼隆昌 (長門守)                                                        | 摂津三田                                   | 36,000.00000                                                                   | 53 10                                                                            | 30,000.00000 6,000.00000 | 摂津国有馬郡之内 丹波国氷上郡之内 |
| 107    | 永井直清 (日向守)                                                        | 摂津高槻                                   | 36,000.00000                                                                   | 36 22 2 15                                                                       | 21,501.90500 12,743.81400 787.54300 3,538.10400 2,571.36600 | 摂津国嶋上郡之内 摂津国嶋下郡之内 摂津国東生郡之内 丹波国桑田郡之内 除地 |
| 108    | 内藤忠政 (飛騨守)                                                        | 志摩鳥羽                                   | 35,230.16000 (3万5230石余)                                                     | 36 20 5 7 6 15 1                                                                 | 11,842.61300 7,882.67200 4,008.83900 3,235.31100 3,030.56500 5,000.00000 230.16000 (230石余) | 志摩国塔志郡一円 志摩国英虞郡一円 伊勢国度会郡之内 伊勢国多気郡之内 伊勢国飯野郡之内 常陸国信太郡之内 三河国渥美郡之内 |
| 109    | 太田資宗 (備中守)                                                        | 遠江浜松                                   | 35,037.86400                                                                   | 66 53 27 3                                                                       | 15,803.46100 13,662.59400 3,479.52900 1,982.51700 109.76300 | 遠江国長上郡之内 遠江国敷智郡之内 遠江国豊田郡之内 遠江国引佐郡之内 遠江国麁玉郡之内 |
| 110    | 井伊直好 (兵部少輔)                                                      | 遠江掛川                                   | 35,000.00000                                                                   | 73 27 6 1                                                                        | 19,398.86700 8,324.62700 2,396.29600 2,489.74200 1,511.21800 879.25000 | 遠江国佐野郡之内 遠江国周智郡之内 遠江国葵原郡之内 遠江国城飼郡之内 遠江国山名郡之内 遠江国豊田郡之内 |
| 111    | 松平英親 (市正)                                                          | 豊後杵築                                   | 32,000.00000                                                                   | 82 41                                                                            | 27,811.90000 4,188.10000 | 豊後国国埼郡之内 豊後国速見郡之内 |
| 112    | 鳥居忠則 (兵部少輔)                                                      | 信濃高遠                                   | 30,200.00000                                                                   | 75 19                                                                            | 25,200.00000 5,000.00000 | 信濃国伊那郡之内 信濃国筑摩郡之内 |
| 113    | 島津忠高 (又史郎)                                                        | 日向佐土原                                 | 30,070.71300 (3万0070石7斗余)                                                  | 10 11                                                                            | 12,211.21300 17,859.50000 | 日向国那珂郡之内 日向国児湯郡之内 |
| 114    | 池田恒元 (松平備後守)                                                    | 播磨山崎                                   | 30,000.00000                                                                   | 107                                                                              | 30,000.00000 | 播磨国宍粟郡之内 |
| 115    | 秋月種信 (佐渡守)                                                        | 日向高鍋                                   | 30,000.00000                                                                   | 27 18 6 3 1                                                                      | 12,175.26000 13,638.17000 3,230.68000 875.85000 80.04000 | 日向国児湯郡之内 日向国那珂郡之内 日向国諸県郡之内 日向国宮崎郡之内 日向国臼杵郡之内 |
| 116    | 諏訪忠晴 (因幡守)                                                        | 信濃高島                                   | 30,000.00000 (3万0087石5斗9升)                                                 | 72 12                                                                            | 27,000.00000 3,000.00000 | 信濃国諏方郡一円 信濃国筑摩郡之内 |
| 117    | 松平定房 (美作守)                                                        | 伊予今治                                   | 30,000.00000                                                                   | 68                                                                               | 30,000.00000 | 伊予国越智郡之内 |
| 118    | 本多政長 (中務大輔)                                                      | 大和郡山新田                               | 30,000.00500 (3万石)                                                           | 28 5 6 5 15                                                                      | 18,143.06400 2,607.65000 1,701.99100 1,992.10800 5,555.19200 | 大和国葛上郡之内 大和国葛下郡之内 大和国高市郡之内 大和国忍海郡之内 大和国平群郡之内 |
| 119    | 堀直吉 (丹波守)                                                          | 越後村松                                   | 30,000.00000                                                                   | 104                                                                              | 30,000.00000 | 越後国蒲原郡之内 |
| 120    | 真田信利 (伊賀守)                                                        | 上野沼田                                   | 30,000.00000                                                                   | 95 7 73                                                                          | 18,223.93800 698.63900 11,077.42300 | 上野国利根郡之内 上野国勢多郡之内 上野国吾妻郡之内 |
| 121    | 酒井忠能 (日向守)                                                        | 信濃小諸                                   | 30,000.00000                                                                   | 55 12                                                                            | 21,379.80600 8,620.19400 | 信濃国佐久郡之内 信濃国小県郡之内 |
| 122    | 小出吉親 (伊勢守)                                                        | 丹波園部                                   | 29,711.17600 (2万9711石1斗6升6合)                                              | 131 52 10 4                                                                      | 20,715.51400 5,110.67800 1,884.98400 2,000.00000 | 丹波国船井郡之内 丹波国桑田郡之内 丹波国何鹿郡之内 上野国甘楽郡之内 |
| 123    | 大村純長 (因幡守)                                                        | 肥前大村                                   | 27,973.87700                                                                   | 48                                                                               | 27,973.87700 | 肥前国彼杵郡之内 |
| 124    | 新庄直時 (隠岐守)                                                        | 常陸麻生                                   | 27,317.10000                                                                   | 19 14 28 1 4                                                                     | 9,401.54500 9,119.48700 6,599.13400 2,691.95100 1,226.27900 771.86000 2,890.74600 | 常陸国行方郡之内 常陸国新治郡之内 常陸国鹿島郡之内 常陸国鹿島郡之内除地 常陸国河内郡之内 常陸国那珂郡之内 下野国芳賀郡之内 |
| 125    | 朽木稙昌 (伊予守)                                                        | 常陸土浦                                   | 27,000.00000                                                                   | 51 3 1 4                                                                         | 23,583.71200 1,192.55700 108.56500 1,004.96600 1,110.20000 | 常陸国新治郡之内 常陸国那珂郡之内 常陸国河内郡之内 下野国芳賀郡之内 近江国高嶋郡之内 |
| 126    | 木下利貞 (淡路守)                                                        | 備中足守                                   | 24,999.99000 (2万5000石)                                                       | 35 5                                                                             | 21,600.08000 3,399.91000 | 備中国賀陽郡之内 備中国上方郡之内 |
| 127    | 土岐頼行 (山城守)                                                        | 出羽上山                                   | 25,000.00000                                                                   | 38                                                                               | 25,000.00000 | 出羽国村山郡之内 |
| 128    | 木下俊長 (右衛門大夫)                                                    | 豊後日出                                   | 25,000.00000                                                                   | 16                                                                               | 25,000.00000 | 豊後国速見郡之内 |
| 129    | 一柳直興 (監物)                                                          | 伊予西条                                   | 25,000.00000                                                                   | 38 2                                                                             | 23,972.45400 1,027.54600 | 伊予国新居郡之内 伊予国宇摩郡之内 |
| 130    | 西尾忠成 (右京) 西尾忠知 (主水)                                          | 駿河田中                                   | 25,000.00000 (残2万石) 5,000.00000                                             | 49 18                                                                            | 18,678.85300 6,321.14700 | 駿河国志太郡之内 駿河国益頭郡之内 内分 |
| 131    | 遠藤常友 (備前守)                                                        | 美濃八幡                                   | 24,000.00000                                                                   | 134                                                                              | 24,000.00000 | 美濃国郡上郡之内 |
| 132    | 土井利長 (兵庫頭)                                                        | 三河西尾                                   | 23,000.00000                                                                   | 72                                                                               | 23,000.00000 | 三河国幡豆郡之内 |
| 133    | 小笠原貞信 (土佐守)                                                      | 美濃高須                                   | 22,600.00000                                                                   | 17                                                                               | 10,183.74300 12,416.25700 | 美濃国石津郡之内 美濃国多芸郡之内 |
| 134    | 戸川正安 (土佐守)                                                        | 備中庭瀬                                   | 22,499.40000 (2万2500石)                                                       | 9 4                                                                              | 15,648.70000 (1万5648石7斗余) 6,850.70000 (6850石7斗余) | 備中国都宇郡之内 備中国賀陽郡之内 |
| 135    | 松平忠昭 (左近将監)                                                      | 豊後府内                                   | 22,200.00000                                                                   | 102                                                                              | 22,200.00000 2,410.78200 | 豊後国大分郡之内 外、除地 |
| 136    | 相良頼喬 (遠江守)                                                        | 肥後人吉                                   | 22,165.00000                                                                   | 41                                                                               | 22,165.00000 65.00000 | 肥後国球麻郡一円 外、除地 |
| 137    | 植村家貞 (右衛門佐)                                                      | 大和高取                                   | 22,000.00000                                                                   | 68                                                                               | 22,000.00000 | 大和国高市郡之内 |
| 138    | 土屋利直 (民部少輔)                                                      | 上総久留里                                 | 21,007.66200                                                                   | 78 23                                                                            | 17,380.67400 3,626.98800 | 上総国望陀郡之内 上総国市原郡之内 |
| 139    | 戸田忠昌 (伊賀守)                                                        | 肥後富岡                                   | 21,000.00000                                                                   | 87                                                                               | 21,000.00000 | 肥後国天草郡一円 |
| 140    | 六郷政勝 (伊賀守)                                                        | 出羽本庄                                   | 20,421.00000 (2万0421石余)                                                     | 50                                                                               | 20,421.00000 (2万0421石余) | 出羽国由理郡之内 |
| 141    | 分部嘉高 (若狭守)                                                        | 近江大溝                                   | 20,001.20000                                                                   | 32 5                                                                             | 17,007.03100 2,994.16900 | 近江国高嶋郡之内 近江国野洲郡之内 |
| 142    | 稲垣重昭 (信濃守)                                                        | 三河刈谷                                   | 20,000.00000                                                                   | 30                                                                               | 20,000.00000 325.15780 | 三河国碧海郡之内 内、不足高 |
| 143    | 酒井忠恒 (大学頭)                                                        | 出羽松山                                   | 20,000.00000                                                                   | 74 28 7                                                                          | 12,000.00000 5,212.90100 2,787.09900 | 出羽国村山郡之内 出羽国飽海郡之内 出羽国田川郡之内 |
| 144    | 岩城重隆 (伊予守)                                                        | 出羽亀田                                   | 20,000.00000                                                                   | 88                                                                               | 20,000.00000 | 出羽国由理郡之内 |
| 145    | 堀親昌 (美作守)                                                          | 下野烏山                                   | 20,000.00000                                                                   | 47                                                                               | 20,000.00000 2,319.22000 | 下野国那須郡之内 外、除地 |
| 146    | 毛利高直 (伊勢守)                                                        | 豊後佐伯                                   | 20,000.00000                                                                   | 26                                                                               | 20,000.00000 | 豊後国海部郡之内 |
| 147    | 土方雄次 (河内守)                                                        | 陸奥窪田                                   | 20,000.00000                                                                   | 19 17 21 1 20                                                                    | 10,000.00000 3,326.94500 3,591.18170 235.14030 2,846.73300 | 陸奥国菊多郡之内 能登国羽咋郡之内 能登国鳳至郡之内 能登国珠洲郡之内 能登国能登郡之内 |
| 148    | 内藤政親 (右近大夫)                                                      | 陸奥高月                                   | 20,000.00000                                                                   | 32 1 8                                                                           | 14,502.39700 1,359.83200 4,137.77100 | 陸奥国菊多郡之内 陸奥国磐城郡之内 陸奥国磐前郡之内 |
| 149    | 松平正信 (備前守)                                                        | 相模甘縄                                   | 20,000.00000                                                                   | 19 7 12 2 5 1                                                                    | 7,976.08900 6,000.35200 3,310.21200 785.14700 980.57900 449.09000 498.53100 | 三河国幡豆郡之内 三河国碧海郡之内 三河国額田郡之内 武蔵国比企郡之内 相模国鎌倉郡之内 相模国余綾郡之内 大和国十市郡之内 |
| 150    | 三浦安次 (志摩守)                                                        | 下野壬生                                   | 20,000.00200 (2万石)                                                           | 27 15 4                                                                          | 13,001.85900 5,613.34200 1,384.80100 | 下野国芳賀郡之内 下総国結城郡之内 下総国猿嶋郡之内 |
| 151    | 増山正弥 (兵部)                                                          | 常陸下館                                   | 20,000.00000                                                                   | 47 2                                                                             | 20,000.00000 1,824.80000 | 常陸国真壁郡・下野国芳賀郡之内 常陸国真壁郡之内 下野国芳賀郡之内 外、両郡之内除地 |
| 152    | 水野元綱 (備後守)                                                        | 上野安中                                   | 19,999.90000                                                                   | 34 5                                                                             | 16,450.70000 (1万6450石7斗余) 3,549.20000 (3549石2斗余) | 上野国碓氷郡之内 上野国群馬郡之内 |
| 153    | 板倉重矩 (内膳正)                                                        | 三河中島                                   | 20,000.00000                                                                   | 9 6 3 1 2 1 12 4 2 4 1 2                                                         | 4,341.19400 4,016.34500 1,421.84800 220.61300 472.54900 165.26700 22.14000 5,589.20110 1,326.76000 632.44100 778.87960 203.98300 808.77930 | 摂津国住吉郡之内 摂津国西生郡之内 摂津国河辺郡之内 摂津国豊嶋郡之内 山城国相楽郡之内 山城国久世郡之内 山城国綴喜郡之内 三河国幡豆郡之内 三河国碧海郡之内 三河国額田郡之内 上総国山辺郡之内 上総国埴生郡之内 下総国葛餝郡之内 |
| 154    | 永井尚庸 (伊賀守)                                                        | 河内渚                                     | 20,000.00000                                                                   | 23 13 3 1                                                                        | 12,645.70900 6,577.86500 379.89800 396.52800 | 河内国茨田郡之内 河内国交野郡之内 河内国讃良郡之内 河内国若江郡之内 |
| 155    | 石川総良 (若狭守)                                                        | 伊勢神戸                                   | 20,000.00000                                                                   | 16 23 6                                                                          | 10,000.00000 8,479.89200 1,520.10800 | 伊勢国河曲郡之内 河内国石川郡之内 河内国古市郡之内 |
| 156    | 土井利房 (能登頭)                                                        | 下野足利                                   | 20,000.00000                                                                   | 14 16 3                                                                          | 7,244.16300 10,094.49300 788.73300 824.02900 1,048.58200 | 下野国足利郡之内 下総国豊田郡之内 下総国岡田郡之内 常陸国筑波郡之内 不足高 |
| 157    | 九鬼隆季 (式部少輔)                                                      | 丹波綾部                                   | 19,500.00000                                                                   | 8 19                                                                             | 12,743.34300 6,756.65700 | 丹波国何鹿郡之内 丹波国天田郡之内 |
| 158    | 丹羽氏純 (式部少輔)                                                      | 美濃岩村                                   | 19,013.42300                                                                   | 16 13                                                                            | 10,960.45600 8,052.96700 | 美濃国恵奈郡之内 美濃国土岐郡之内 |
| 159    | 大関増栄 (主馬)                                                          | 下野黒羽                                   | 18,000.00000                                                                   | 64 6                                                                             | 14,338.67000 3,661.33000 | 下野国那須郡之内 下野国芳賀郡之内 |
| 160    | 秋元喬知 (但馬守)                                                        | 甲斐谷村                                   | 18,000.00000                                                                   | 107                                                                              | 18,000.00000 1,583.10000 | 甲斐国都留郡之内 外、除地 |
| 161    | 安部信之 (丹波守)                                                        | 武蔵岡部                                   | 17,252.10000 (1万7250石余)                                                     | 9 12 2 4 3 7 2 4                                                                 | 4,377.80000 3,806.43200 1,615.57400 1,484.14300 1,093.85100 3,324.64100 675.35900 874.30000 | 武蔵国榛沢郡之内 摂津国豊嶋郡之内 摂津国有馬郡之内 摂津国河辺郡之内 摂津国能勢郡之内 三河国八名郡之内 三河国宝飯郡之内 上野国勢多郡之内 |
| 162    | 市橋政信 (下総守)                                                        | 近江仁正寺                                 | 17,004.50000                                                                   | 22 2 1                                                                           | 13,702.40000 2,002.10000 1,300.00000 | 近江国蒲生郡之内 近江国野洲郡之内 河内国交野郡之内 |
| 163    | 細川興隆 (豊前守)                                                        | 常陸谷田部                                 | 16,265.21000 (1万6265石余)                                                     | 25 15 8                                                                          | 10,054.61000 54.61000 3,131.97000 3,133.24000 | 下野国芳賀郡之内 下野国芳賀郡之内除地 常陸国河内郡之内 常陸国筑波郡之内 |
| 164    | 保科正景 (越前守)                                                        | 上総飯野                                   | 15,000.00000                                                                   | 13 9 6 4 3 8 4 2 1                                                               | 3,186.91200 3,170.89900 2,707.90100 1,039.63200 1,000.00000 105.34400 2,665.33900 791.15100 350.00000 193.51000 | 摂津国豊嶋郡之内 摂津国河辺郡之内 摂津国有馬郡之内 摂津国能勢郡之内 近江国伊香郡之内 近江国伊香郡之内除地 上総国周淮郡之内 上総国望陀郡之内 下総国香取郡之内 安房国長狭郡之内 |
| 165    | 松平重治 (出雲守)                                                        | 上総佐貫                                   | 15,000.00000                                                                   | 42 3 5 2 1                                                                       | 11,334.32000 1,083.68000 1,702.00000 380.00000 500.00000 | 上総国天羽郡之内 上総国望陀郡之内 下総国香取郡之内 下総国葛餝郡之内 大和国山辺郡之内 |
| 166    | 内田正衆 (出羽守)                                                        | 下野鹿沼                                   | 15,000.00000                                                                   | 29 2 6 2                                                                         | 9,972.64800 321.60000 3,679.91200 180.46300 1,025.84000 | 下総国香取郡之内 下総国海上郡之内 下野国都賀郡之内 外、下野国都賀郡之内除地 下野国安蘇郡之内 |
| 167    | 土屋数直 (但馬守)                                                        | 常陸宍戸                                   | 10,000.00000                                                                   | 8                                                                                | 5,000.00000 5,000.00000 | 常陸国茨城郡之内 武蔵国埼玉郡之内 |
| 168    | 渡辺吉綱 (丹後守)                                                        | 武蔵野本                                   | 13,520.48200                                                                   | 4 11 5                                                                           | 2,201.26200 1,676.14800 4,052.21700 2,070.37300 3,520.48200 | 河内国志紀郡之内 河内国古市郡之内 和泉国大鳥郡之内 和泉国和泉郡之内 武蔵国比企郡之内 |
| 169    | 片桐貞昌 (石見守)                                                        | 大和小泉 与力給                            | 13,488.52000 1,358.90000                                                       | 1 9 3 1 4 2 4 1 3                                                                | 30.08000 6,506.84400 725.00000 175.00000 2,039.15000 1,133.14500 847.25100 702.02000 288.83000 410.90000 300.00000 143.20000 773.00000 773.00000 | 大和国添上郡之内 大和国添下郡之内 河内国交野郡之内 河内国交野郡之内与力給 河内国河内郡之内 和泉国和泉郡之内 摂津国河辺郡之内 摂津国兎原郡之内 摂津国八部郡之内 摂津国八部郡之内与力給 山城国相楽郡之内 山城国久世郡之内 丹波国船井郡之内 丹波国船井郡之内与力給 内分 |
| 170    | 京極高通 (主膳正)                                                        | 丹後峯山                                   | 13,144.00000 (1万3144石余)                                                     | 18 4 1                                                                           | 10,144.00000 (1万０144石余) 2,000.00000 764.00000 236.00000 | 丹後国丹波郡之内峯山廻 近江国蒲生郡之内 下総国猿嶋郡之内 武蔵国埼玉郡之内 |
| 171    | 桑山一玄 (修理亮)                                                        | 大和新庄                                   | 13,022.72000 (1万3022石余)                                                     | 7 18                                                                             | 3,572.76000 9,449.96000 | 大和国葛上郡之内 大和国葛下郡之内 |
| 172    | 堀田正俊 (備中守)                                                        | 下総守谷                                   | 13,000.00000                                                                   | 18 2 1 8 4                                                                       | 7,794.36600 980.81000 161.73200 3,000.00000 1,063.09200 | 下総国相馬郡之内 下総国猿嶋郡之内 下総国岡田郡之内 相模国高座郡之内 常陸国新治郡之内 |
| 173    | 五島盛勝 (淡路守)                                                        | 肥前福江                                   | 12,530.37100                                                                   | 56                                                                               | 12,530.37100 | 肥前国松浦郡之内 |
| 174    | 久留島通清 (信濃守)                                                      | 豊後森                                     | 12,500.00000                                                                   | 10 14 2                                                                          | 6,965.10000 3,502.30000 2,032.60000 | 豊後国球珠郡之内 豊後国日高郡之内 豊後国速見郡之内 |
| 175    | 土方雄豊 (備中守)                                                        | 伊勢薦野                                   | 12,000.94400                                                                   | 15 4                                                                             | 10,000.94400 2,000.00000 | 伊勢国三重郡之内 近江国栗本郡之内 |
| 176    | 三宅康勝 (能登守)                                                        | 三河田原                                   | 12,702.43000                                                                   | 24                                                                               | 12,702.43000 | 三河国渥美郡之内 |
| 177    | 堀通周 (市正)                                                            | 常陸玉取                                   | 12,000.05000 (1万2000石)                                                       | 13 6 5 1                                                                         | 8,292.14300 2,000.00000 1,330.02700 377.88000 15.76700 | 常陸国新治郡之内 近江国浅井郡之内 安房国長狭郡之内 上総国望陀郡之内 内、安房国長狭郡之内納米 |
| 178    | 井上政清 (筑後守)                                                        | 下総高岡                                   | 11,485.96900                                                                   | 12 3 21 7 8                                                                      | 3,423.59600 808.53100 500.60600 2,222.76900 2,057.39300 2,029.11500 443.95900 | 下総国香取郡之内 下総国匝瑳郡之内 下総国印旛郡之内 上総国武射郡之内 上総国周淮郡之内 上総国市原郡之内 上総国望陀郡之内 |
| 179    | 小堀正之 (備中守)                                                        | 近江小室                                   | 11,460.36200                                                                   | 33 5 2                                                                           | 8,430.00000 980.36200 1,050.00000 1,000.00000 | 近江国浅井郡之内 大和国葛上郡之内 大和国葛下郡之内 和泉国日根郡之内 外、近江国之内除地 |
| 180    | 大田原高清 (山城守) 大田原為清 (長次郎)                                  | 下野大田原                                 | 12,416.87700 1,000.00000                                                       | 66 8 13                                                                          | 6,791.00000 4,201.87700 1,424.00000 | 下野国那須郡之内 下野国芳賀郡之内 下野国塩屋郡之内 内分 |
| 181    | 遠山友貞 (信濃守)                                                        | 美濃苗木                                   | 10,521.52000                                                                   | 14 24                                                                            | 6,608.47700 3,913.04300 | 美濃国恵奈郡之内 美濃国架茂郡之内 |
| 182    | 松平重利 (伝次郎)                                                        | 下野皆川                                   | 10,500.98900 (1万0500石)                                                       | 8 7 3 8 4 5 3 1                                                                  | 1,120.09500 1,084.66700 453.30200 2,107.05800 1,435.86700 3,000.00000 800.00000 500.00000 | 下総国香取郡之内 下総国葛餝郡之内 下総国印旛郡之内 上総国天羽郡之内 上総国埴生郡之内 下野国都賀郡之内 武蔵国那珂郡之内 大和国山辺郡之内 |
| 183    | 伊東長貞 (信濃守)                                                        | 備中岡田                                   | 10,343.00000                                                                   | 10 2 1                                                                           | 7,583.67600 2,000.00000 457.32400 302.00000 | 備中国下道郡之内 美濃国池田郡之内 河内国高安郡之内 摂津国豊嶋郡之内 |
| 184    | 堀直輝 (肥前守)                                                          | 信濃須坂                                   | 10,053.17000                                                                   | 13                                                                               | 10,053.17000 | 信濃国高井郡之内 |
| 185    | 山口弘隆 (但馬守)                                                        | 常陸牛久                                   | 10,017.02400                                                                   | 8 15                                                                             | 6,666.66600 3,350.35800 | 近江国甲賀郡之内 常陸国河内郡之内 |
| 186    | 前田利意 (右近大夫)                                                      | 上野七日市                                 | 10,000.00000                                                                   | 18                                                                               | 10,000.00000 | 上野国甘楽郡之内 |
| 187    | 北条氏宗 (久太郎)                                                        | 河内狭山                                   | 10,000.00000                                                                   | 10 12 2 7                                                                        | 5,095.34000 1,831.96000 72.70000 3,000.00000 393.57000 | 河内国丹南郡之内 河内郡錦部郡之内 河内国河内郡之内 常陸国筑波郡之内 外、館林領除地 |
| 188    | 谷衛広 (出羽守)                                                          | 丹波山家                                   | 10,082.83000                                                                   | 13                                                                               | 10,082.83000 | 丹波国何鹿郡之内 |
| 189    | 青木重兼 (甲斐守)                                                        | 摂津麻田                                   | 10,019.07000                                                                   | 16 13 4 2                                                                        | 3,703.83300 3,671.29000 1,028.32300 876.91000 738.71400 35.99500 | 摂津国豊嶋郡之内 摂津国河辺郡之内 備中国後月郡之内 備中国小田郡之内 備中国浅口郡之内 外、多田銀山除地 |
| 190    | 小出有棟 (大隅守)                                                        | 和泉陶器                                   | 10,000.00000                                                                   | 6 3 2 10 28                                                                      | 2,931.79000 1,020.01000 1,048.20000 1,383.62700 3,616.37300 | 和泉国大鳥郡之内 河内国錦部郡之内 摂津国西生郡之内 但馬国気多郡之内 但馬国美含郡之内 |
| 191    | 織田秀一 (信濃守)                                                        | 大和柳本                                   | 10,000.00000                                                                   | 18 5                                                                             | 8,355.51700 1,644.48300 | 大和国城上郡之内 大和国山辺郡之内 |
| 192    | 一柳直治 (山城守)                                                        | 伊予小松                                   | 10,000.00000                                                                   | 11 4                                                                             | 7,414.63100 2,585.36900 | 伊予国周敷郡之内 伊予国新居郡之内 |
| 193    | 建部政長 (丹波守)                                                        | 播磨林田                                   | 10,000.00000                                                                   | 25                                                                               | 10,000.00000 | 播磨国揖東郡之内 |
| 194    | 加藤明友 (内蔵助)                                                        | 石見吉永                                   | 10,000.00000                                                                   | 230                                                                              | 10,000.00000 | 石見国安濃郡之内 |
| 195    | 溝口政勝 (土佐守)                                                        | 越後沢海                                   | 10,000.00000                                                                   | 19 2                                                                             | 8,000.00000 2,000.00000 | 越後国蒲原郡之内 上野国甘楽郡之内 |
| 196    | 立花種長 (和泉守)                                                        | 筑後三池                                   | 10,000.00000                                                                   | 15                                                                               | 10,000.00000 | 筑後国三毛郡之内 |
| 197    | 一柳末礼 (対馬守)                                                        | 播磨小野                                   | 10,000.00000                                                                   | 30                                                                               | 10,000.00000 | 播磨国賀東郡之内 |
| 198    | 佐久間勝豊 (備中守)                                                      | 信濃長沼                                   | 10,000.00000                                                                   | 9 10 2                                                                           | 5,119.11800 4,380.88200 500.00000 | 信濃国水内郡之内 近江国高嶋郡之内 常陸国筑波郡之内 |
| 199    | 池田邦照 (又八郎)                                                        | 播磨新宮                                   | 10,000.00000                                                                   | 26                                                                               | 10,000.00000 | 播磨国揖東郡之内 |
| 200    | 池田政直 (松平能登守)                                                    | 播磨福本                                   | 10,000.00000                                                                   | 35 1                                                                             | 9,492.18400 507.81600 | 播磨国神崎郡之内 播磨国印南郡之内 |
| 201    | 松平康尚 (佐渡守)                                                        | 伊勢長島                                   | 10,000.00000                                                                   | 20                                                                               | 10,000.00000 | 伊勢国桑名郡之内長嶋領 |
| 202    | 本多忠英 (肥前守)                                                        | 大和郡山新田                               | 10,000.07100 (1万石)                                                           | 7 6 5 3 1                                                                        | 3,632.66500 1,571.70000 1,369.64700 925.04700 2,374.00000 127.01200 | 大和国葛上郡之内 大和国忍海郡之内 大和国平群郡之内 大和国十市郡之内 大和国葛下郡之内 大和国高市郡之内 |
| 203    | 酒井忠解 (備中守)                                                        | 出羽大山                                   | 10,000.00000                                                                   | 21                                                                               | 10,000.00000 | 出羽国田川郡之内 |
| 204    | 西郷延員 (若狭守)                                                        | 安房東条                                   | 9,999.55000 (1万石)                                                            | 19 4                                                                             | 6,893.60000 3,105.95000 | 安房国朝夷郡之内 安房国長狭郡之内 |
| 205    | 牧野康道 (新三郎)                                                        | 越後与板                                   | 10,000.00000                                                                   | 17 13                                                                            | 5,128.64800 4,889.88000 18.52800 (18石余) | 越後国蒲原郡之内 越後国三嶋郡之内 越後国2郡之内除地 |
| 206    | 本多忠利 (山城守)                                                        | 陸奥石川                                   | 10,000.00000                                                                   | 16                                                                               | 10,000.00000 | 陸奥国石川郡之内 |
| 207    | 織田長定 (備前守)                                                        | 大和戒重                                   | 10,000.00000                                                                   | 12 9 5                                                                           | 4,197.45300 3,654.49000 2,148.05700 | 大和国城上郡之内 大和国山辺郡之内 摂津国嶋下郡太田領之内 |
| 208    | 阿部正能 (播磨守)                                                        | 上総国大多喜                               | 10,000.00000                                                                   | 8                                                                                | 10,000.00000 | 上総国夷隅郡之内 |
| 209    | 土井利直 (信濃守)                                                        | 下総大輪                                   | 10,000.00000                                                                   | 7 6 3 1                                                                          | 4,111.69300 2,875.11600 1,318.77900 929.19300 765.21900 100.19400 | 常陸国河内郡之内 下野国足利郡之内 武蔵国埼玉郡之内 下総国岡田郡之内 下総国葛餝郡之内 武蔵国埼玉郡之内・下総国葛餝郡之内除地 |
| 210    | 土井利益 (周防守)                                                        | 常陸下妻                                   | 10,000.00000                                                                   | 14 6 3                                                                           | 5,476.27200 2,641.11400 1,181.74900 700.86500 | 常陸国河内郡之内 下総国豊田郡之内 下総国岡田郡之内 下総国結城郡之内 |
| 211    | 板倉重形 (伊予守)                                                        | (摂津味舌)                                 | 10,000.00000                                                                   | 10 3                                                                             | 9,000.00000 1,000.00000 | 摂津国嶋下郡之内 下野国都賀郡之内 |
| 212    | 森川重信 (出羽守)                                                        | 下総生実                                   | 10,000.00000                                                                   | 18 1 4 1                                                                         | 7,000.00000 296.74700 375.94100 425.94100 1,110.06000 791.31100 | 下総国葛餝郡之内 下総国匝瑳郡之内 上総国武射郡之内 上総国長柄郡之内 相模国大住郡之内 相模国鎌倉郡之内 |
| 213    | 堀直景 (式部少輔)                                                        | 上総刈谷                                   | 10,000.00000                                                                   | 23 6 3 4 1 2 1                                                                   | 5,500.00000 2,011.69700 642.27000 1,420.10900 55.96300 300.00000 69.96100 | 越後国沼垂郡長橋領之内 上総国夷隅郡之内 上総国埴生郡之内 上総国市原郡之内 上総郡長柄郡之内 下総国香取郡之内 武蔵国高麗郡之内 |
| 214    | 伊丹勝政 (大隅守)                                                        | 甲斐徳美                                   | 10,000.00000                                                                   | 20 1 3                                                                           | 7,913.21400 21.60000 2,065.18600 | 甲斐国山梨郡之内 武蔵国豊嶋郡之内 上総国天羽郡之内 |
| 215    | 屋代忠位 (越中守)                                                        | 安房北条                                   | 10,000.00000                                                                   | 24 1                                                                             | 9,500.00000 500.00000 | 安房国安房郡之内 安房国朝夷郡之内 |
| 216    | 加々爪直澄 (甲斐守)                                                      | 遠江掛塚                                   | 10,000.00000                                                                   | 12 4 5 2                                                                         | 4,369.38000 2,130.62000 2,500.00000 1,000.00000 | 遠江国豊田郡之内 遠江国山名郡之内 武蔵国比企郡之内 相模国高座郡之内 |
| 217    | 高木正盛 (主水正)                                                        | 河内丹南                                   | 10,000.00000                                                                   | 23                                                                               | 10,000.00000 | 河内国丹南郡之内 |
| 218    | 本多忠晴 (吉左衛門)                                                      | 陸奥浅川                                   | 10,000.00000                                                                   | 16 4                                                                             | 6,806.73200 3,193.26800 | 陸奥国石川郡之内 陸奥国白川郡之内 |
| 219    | 松前高広 (志摩守)                                                        | 蝦夷松前                                   | 0.00000                                                                        |                                                                                  | 0.00000 | 蝦夷 |
| n.a.   | 伊達宗利 (遠江守)                                                        | 伊予宇和島                                 | 70,000.00000                                                                   | 198                                                                              | 70,000.00000 | 伊予国宇和郡之内 |
| n.a.   | 伊達宗純 (宮内少輔)                                                      | 伊予吉田                                   | 30,000.00000                                                                   | 81                                                                               | 30,000.00000 7.68800 | 伊予国宇和郡之内 外、除地 |
| n.a.   | 徳川家綱                                                                 | 武蔵江戸 (幕府直轄領)                      | 2,793,360.00000                                                                | n.a.                                                                             | | |
| n.a.   | 徳川綱重                                                                 | 甲斐甲府                                   | 250,000.00000                                                                  | n.a.                                                                             | 145,294.18900 31,666.81700 6,008.81500 30,000.00000 37,030.17900 | 甲斐国巨摩郡・山梨郡之内 武蔵国羽生領之内 駿河国之内 近江国之内 信濃国之内 |
| n.a.   | 徳川綱吉                                                                 | 上野館林                                   | 250,000.00000                                                                  | n.a.                                                                             | 129,508.59800 15,028.69700 70,000.00000 35,462.70500 | 上野国館林領並小給所共、新田領・下野国佐野領 信濃国川東領 美濃国之内 近江国之内 |
| n.a.   | 徳川光義                                                                 | 尾張名古屋                                 | 619,503.4250 (61万9500石余)                                                    | 101 164 108 40 155 129 38 131 26 7 33 38 52 11 26 9 11 7 15 6 5 13 4 7 11 7 20 2 | 75,712.40900 104,069.90600 57,929.44400 13,537.64300 77,709.21200 75,985.02000 12,078.78300 66,229.60600 1,001.42600 9,504.08400 2,746.61500 18,428.21900 19,195.79000 21,400.08500 7,752.95000 11,568.05900 3,977.21700 5,178.80300 3,948.23900 4,454.21700 4,435.17400 2,624.09600 3,942.19100 3,090.22800 857.99700 955.59800 3,404.65900 443.97600 5,000.04000 5,000.00000 232.54300 12,387.84000 | 尾張国愛知郡一円 尾張国春日部郡一円 尾張国丹羽郡一円 尾張国葉栗郡一円 尾張国中島郡一円 尾張国海東郡一円 尾張国海西郡一円 尾張国知多郡一円 尾張国8郡之内過高・違高 美濃国葉栗郡之内 美濃国中嶋郡之内 美濃国可児郡之内 美濃国賀茂郡之内 美濃国武儀郡之内 美濃国恵那郡之内 美濃国安八郡之内 美濃国不破郡之内 美濃国多芸郡之内 美濃国方県郡之内 美濃国各務郡之内 美濃国石津郡之内 美濃国土岐郡之内 美濃国本巣郡之内 美濃国大野郡之内 美濃国山県郡之内 美濃国池田郡之内 美濃国厚見郡之内 美濃国18郡之内過高・違高 三河国賀茂郡之内 近江国蒲生郡之内 摂津国武庫郡之内 信濃国木曽上納除地 |
| n.a.   | 徳川頼宣                                                                 | 紀伊和歌山                                 | 555,475.89100 (55万5千石余)                                                    | 50 231 135 109 133 152 448 3 82 116 1 65 70 4 36                                 | 26,861.09600 69,466.73900 81,197.77700 21,038.03300 42,621.51500 45,133.21000 91,248.60800 2,499.50000 412.93600 986.48800 25,448.66800 36,515.42500 1,055.11000 381.09000 41,924.59000 43,748.73300 4,616.34200 26,144.90300 | 紀伊国伊都郡之内 紀伊国那賀郡之内 紀伊国名草郡一円 紀伊国海士郡一円 紀伊国有田郡一円 紀伊国日高郡一円 紀伊国牟婁郡一円 紀伊国内寺社領 (除地) 紀伊国牟婁郡之内鵜殿領 (除地) 大和国吉野郡之内 伊勢国多気郡之内 伊勢国度会郡之内 伊勢国河曲郡之内 伊勢国三重郡之内 伊勢国一志郡之内 伊勢国飯高郡一円 伊勢国飯野郡之内 伊勢国奄芸郡之内 |
| n.a.   | 徳川光圀 (松平頼元) (松平頼隆)                                           | 常陸水戸 常陸額田 常陸保内                 | 285,364.50000 (28万5300石余) 20,000.00000 20,000.00000                         | 102 89 128 52 21 9 16                                                            | 88,626.00000 61,069.40000 70,104.00000 35,788.20000 12,009.30000 7,903.70000 9,863.90000 | 常陸国那珂郡之内 常陸国茨城郡之内 常陸国久慈郡一円 常陸国多賀郡之内 常陸国行方郡之内 常陸国新治郡之内 下野国那須郡武茂庄 内分 |

## 不受不施派との関係
日蓮宗の中でも不受不施派と呼ばれる集団は、日蓮宗以外の者から布施供養は受けるべきではなく（不受）、信者ではない者に布施供養を施してはならない（不施）、という立場を取り、日蓮宗の信者ではない江戸幕府に従う事を拒否し、寛永7年（1630年）の身池対論（不施不受の影響下にあった池上本門寺とこれに批判的な久遠寺の代表が江戸城内で論争を行った事件）以降、同派はキリスト教と同様に禁止・弾圧政策が取られたが、その後もいくつかの寺院は不施不受を貫いた。ところが、寛文印知にあたって寺領の安堵を受ける事を巡って寺領の安堵を拒否する意見と寺領は慈悲であって布施ではないとする意見に分かれ、前者を取った寺院はこれを口実に弾圧の対象とされた。後者は悲田派と称されて存続が許されたが、結局元禄4年（1691年）に改めて不施不受が全面禁止となった際に改宗をさせられることになった。